# Liste des lacs des Alpes

## Allemagne

### Haute-Bavière

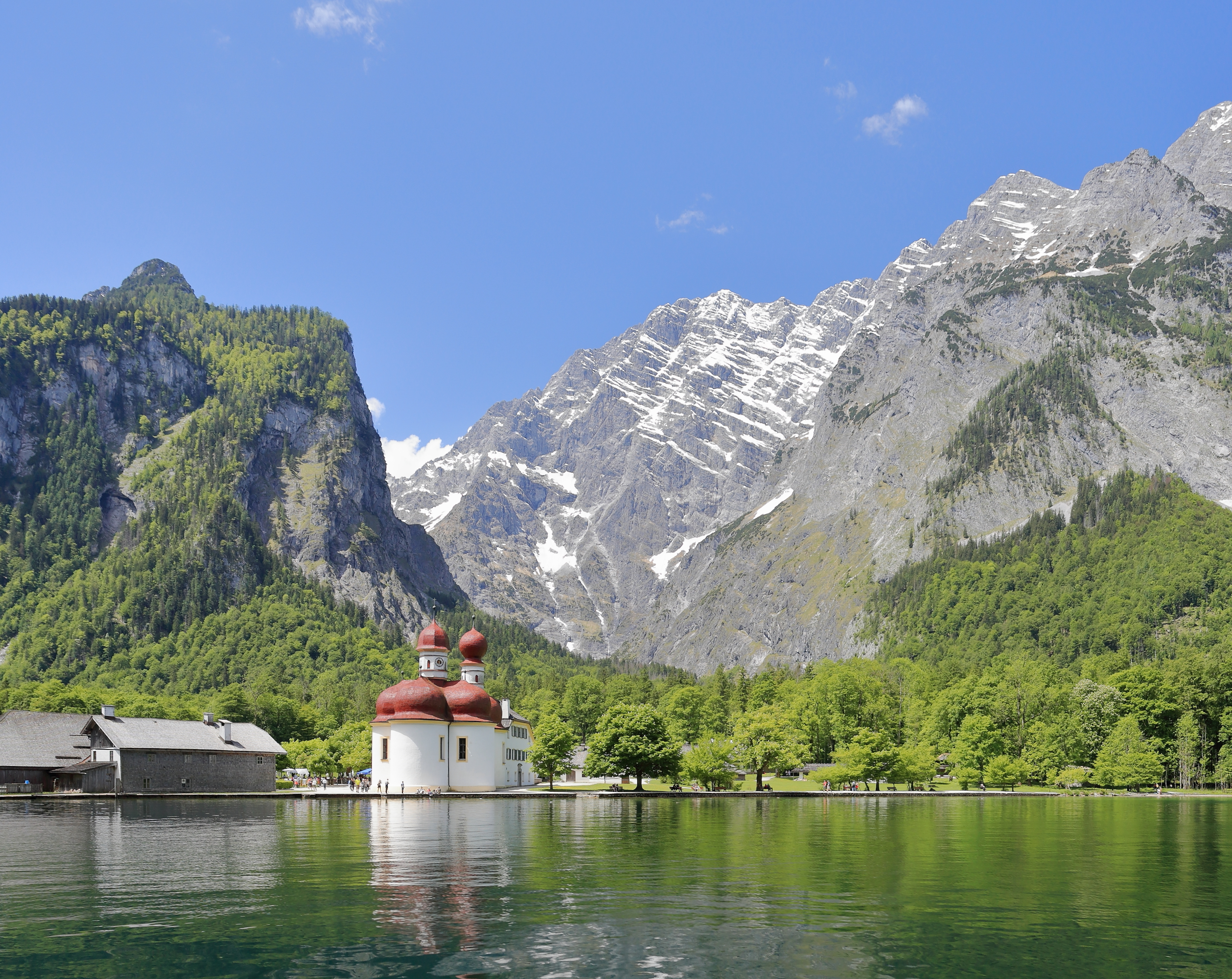
Königssee.

- Lac Funten
- Lac de Kochel
- Königssee
- Lac de Tegern
- Lac Walchen

## Autriche

### Carinthie

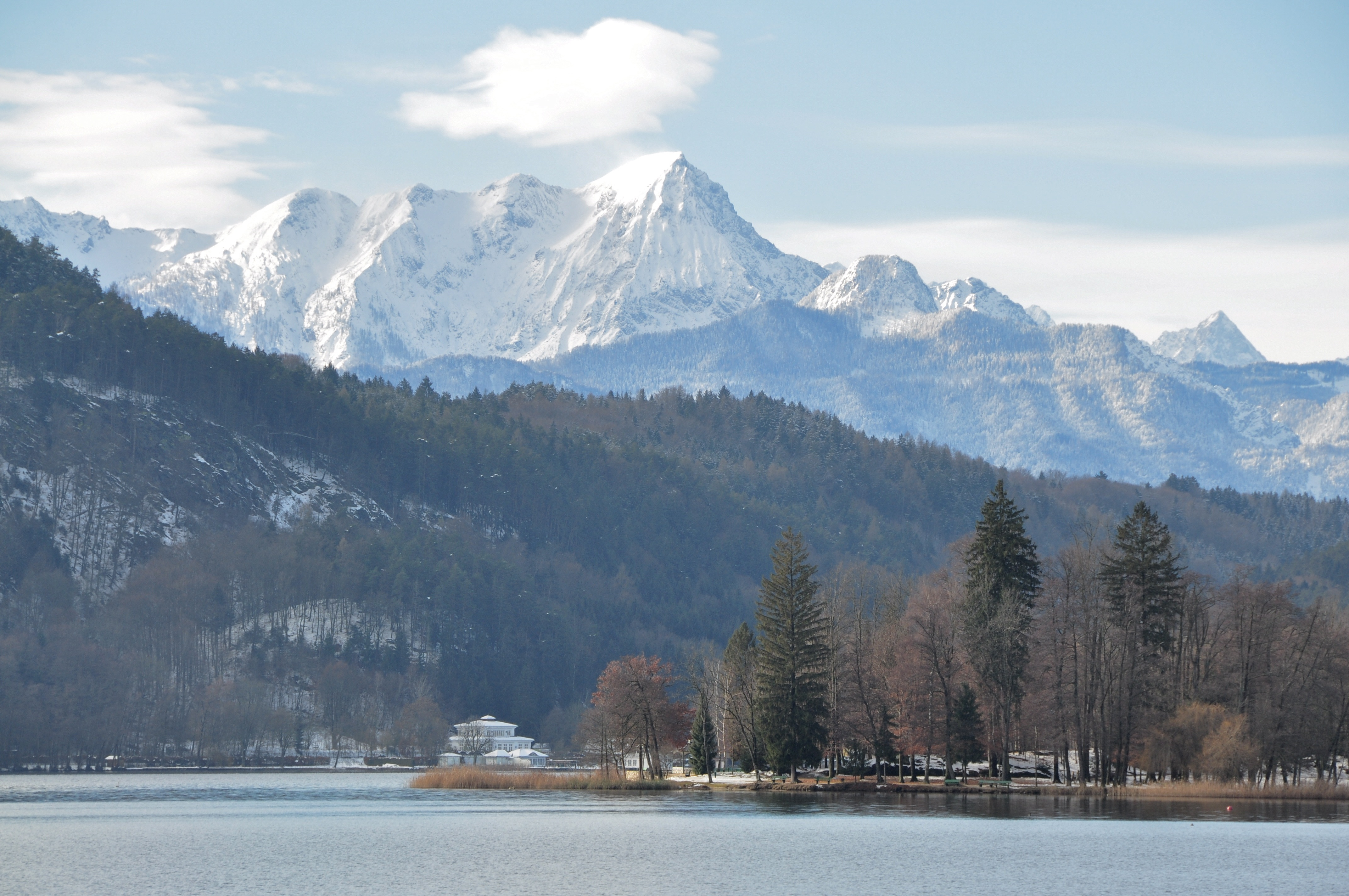
Wörthersee et Mittagskogel.

- Faaker See
- Klopeiner See
- Millstätter See
- Ossiacher See
- Pressegger See
- Weissensee
- Wörthersee

### Salzbourg
- Zeller See

### Salzkammergut

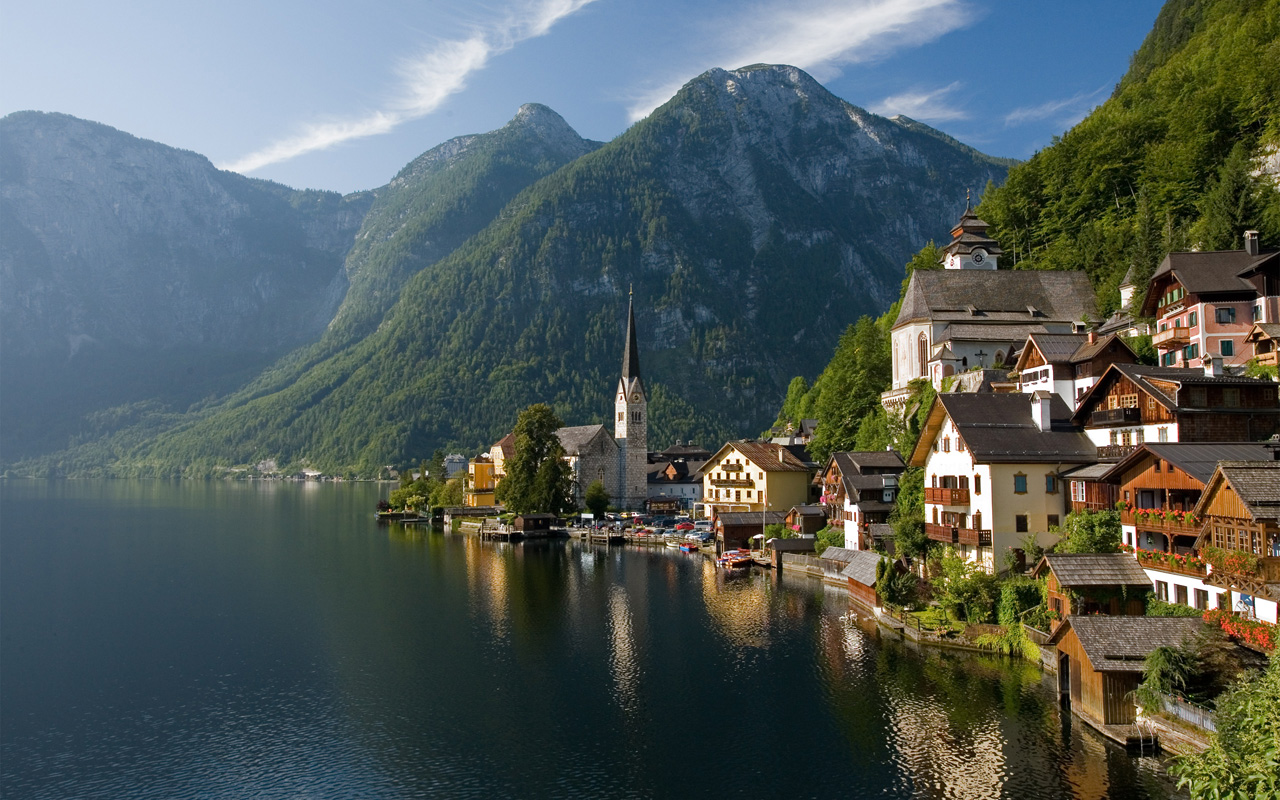
Hallstätter See.

- Almsee
- Attersee
- Fuschlsee
- Hallstätter See
- Irrsee
- Mondsee
- Toplitzsee
- Traunsee
- Wolfgangsee

### Tyrol
- Achensee
- Plansee
- Seebensee
- Vilsalpsee

### Styrie
- Erlaufsee

## France

### Alpes-de-Haute-Provence

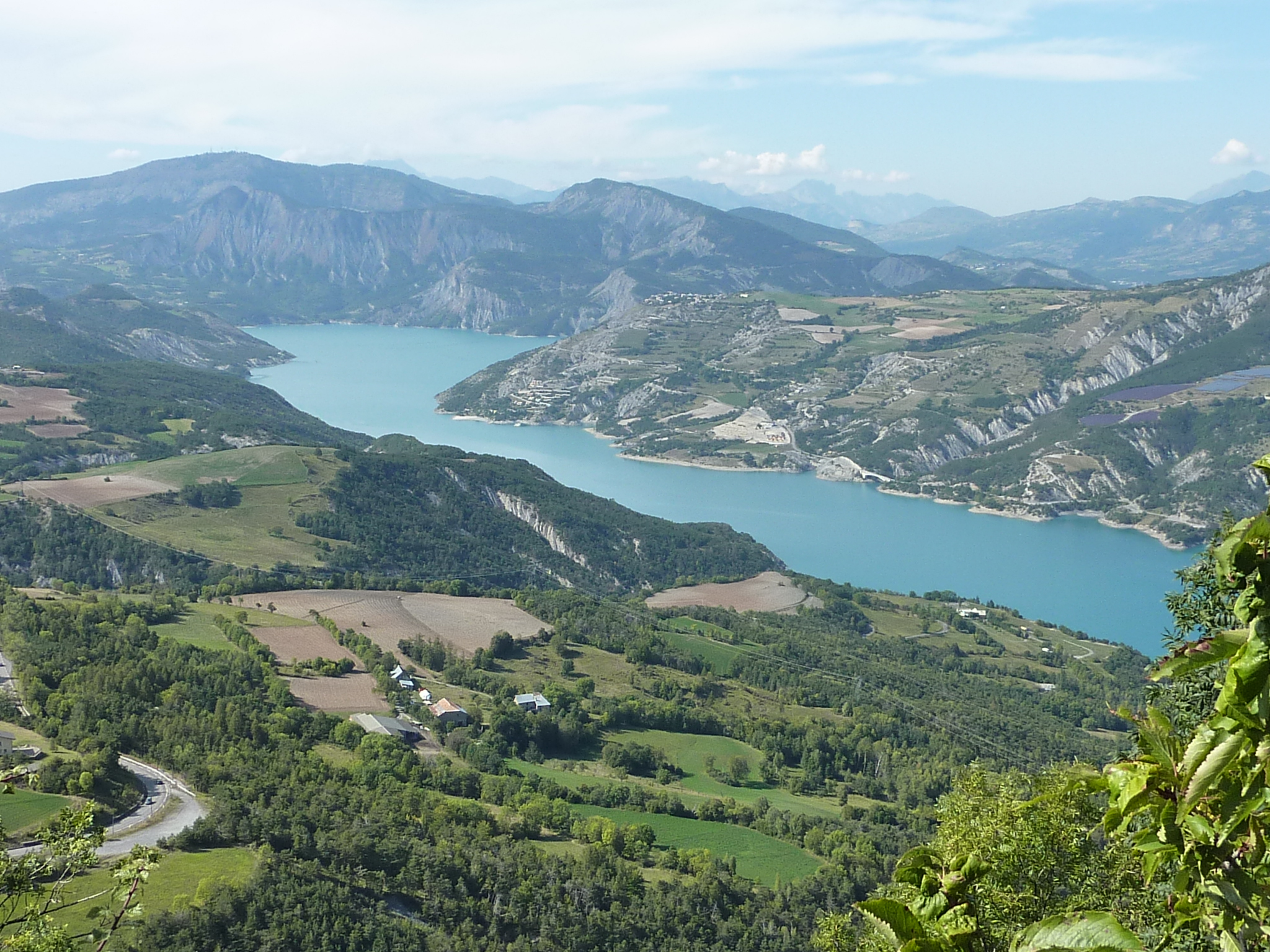
Le lac de Serre-Ponçon.

- Lac d'Allos
- Lac d'Esparron
- Lac du Lauseron
- Lac du Lauzanier
- Lac du Lauzet
- Lacs de Lignin
- Lac des Neuf Couleurs
- Lac de Sainte-Croix
- Lac de Serre-Ponçon
- Lacs de Marinet

### Alpes-Maritimes

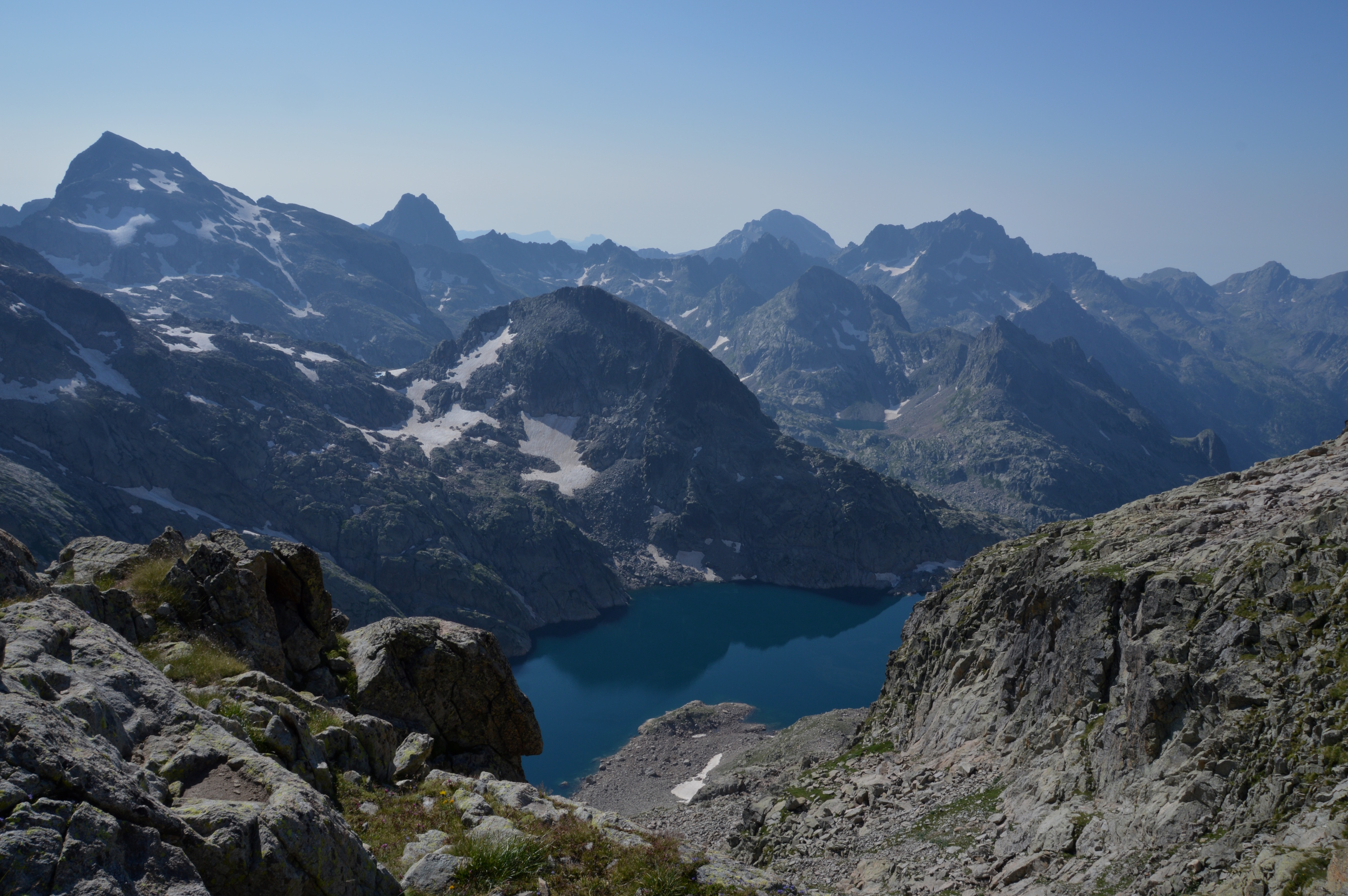
Le lac Long, dans le parc national du Mercantour.

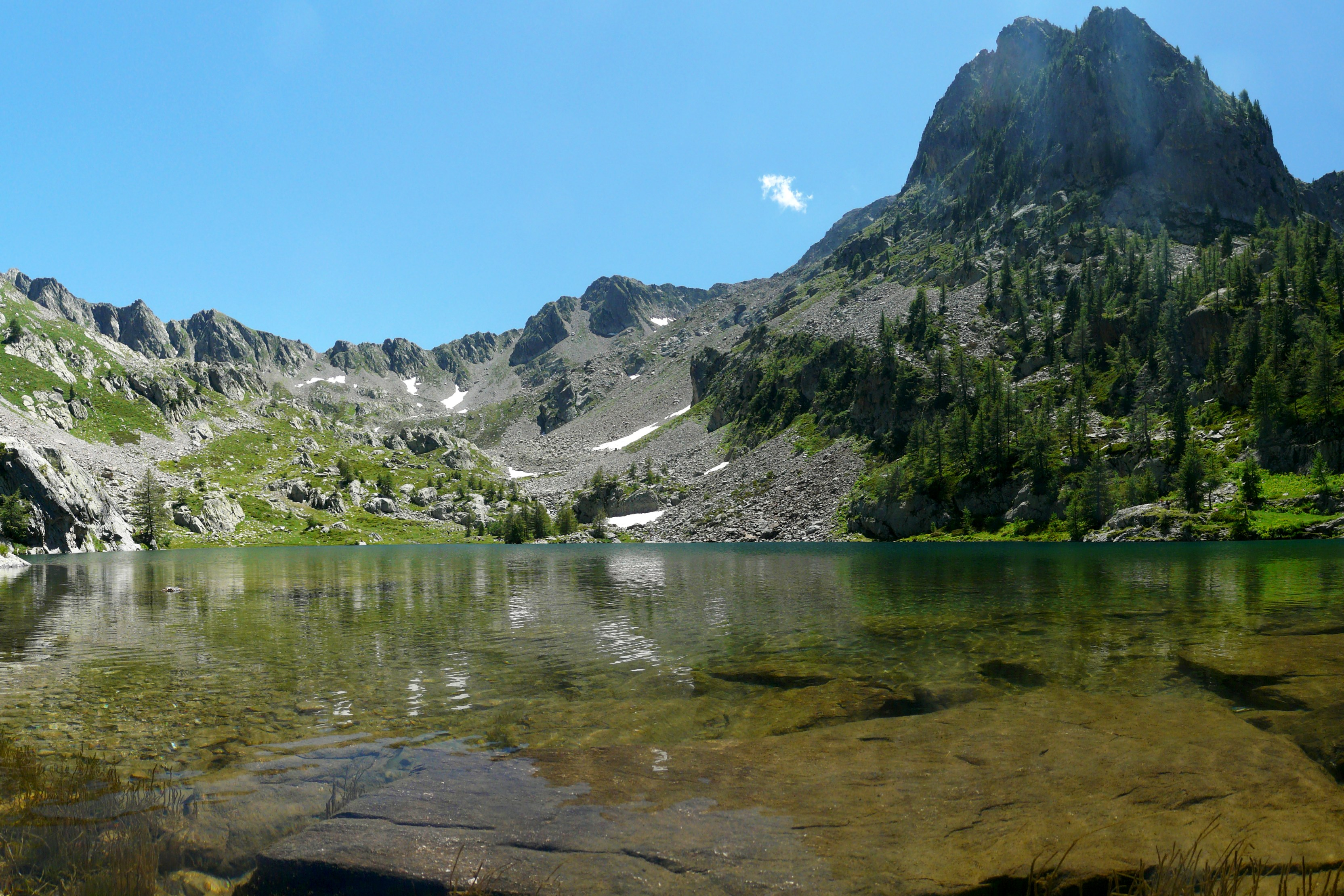
Le lac de Trécolpas.

Gorges du Cians :
- Lac de Beuil

Vallée de la Gordolasque :
- Lac Autier
- Lac de la Fous
- Lac Long
- Lac Niré

Vallée de la Tinée :
- Lacs d'Agnel
- Lac des Babarottes
- Lac Chaffour
- Lac du Cimon
- Lac Fer
- Lac Fourchas
- Lacs de Gialorgues
- Lacs Les Laussets
- Lacs Malignes
- Lacs Marie
- Lac de la Montagnette
- Lacs de Morgon
- Lac Pétrus
- Lac de Privola
- Lac de Rabuons
- Lac de Tavel
- Lacs de Tenibre
- Lacs de Terre Rouge
- Lacs Varicles
- Lacs de Vens
- Lagarot
- Laus Rion
- Laus de Mouto

Vallée du Var :
- Lac d'Estenc

Vallée de Valdeblore :
- Lacs des Millefonts

Vallée de la Vésubie :
- Lac Balaour (Isolette)
- Lac du Barn
- Lacs Bessons
- Lac Blanc
- Lac du Boréon
- Lacs des Bresses
- Lac Cabret
- Lac de Fenestre
- Lacs de Frémamorte
- Lac de Graveirette
- Lac du Mercantour
- Lac Nègre
- Lacs de Prals
- Lac Scluos
- Lac de Trécolpas

### Hautes-Alpes

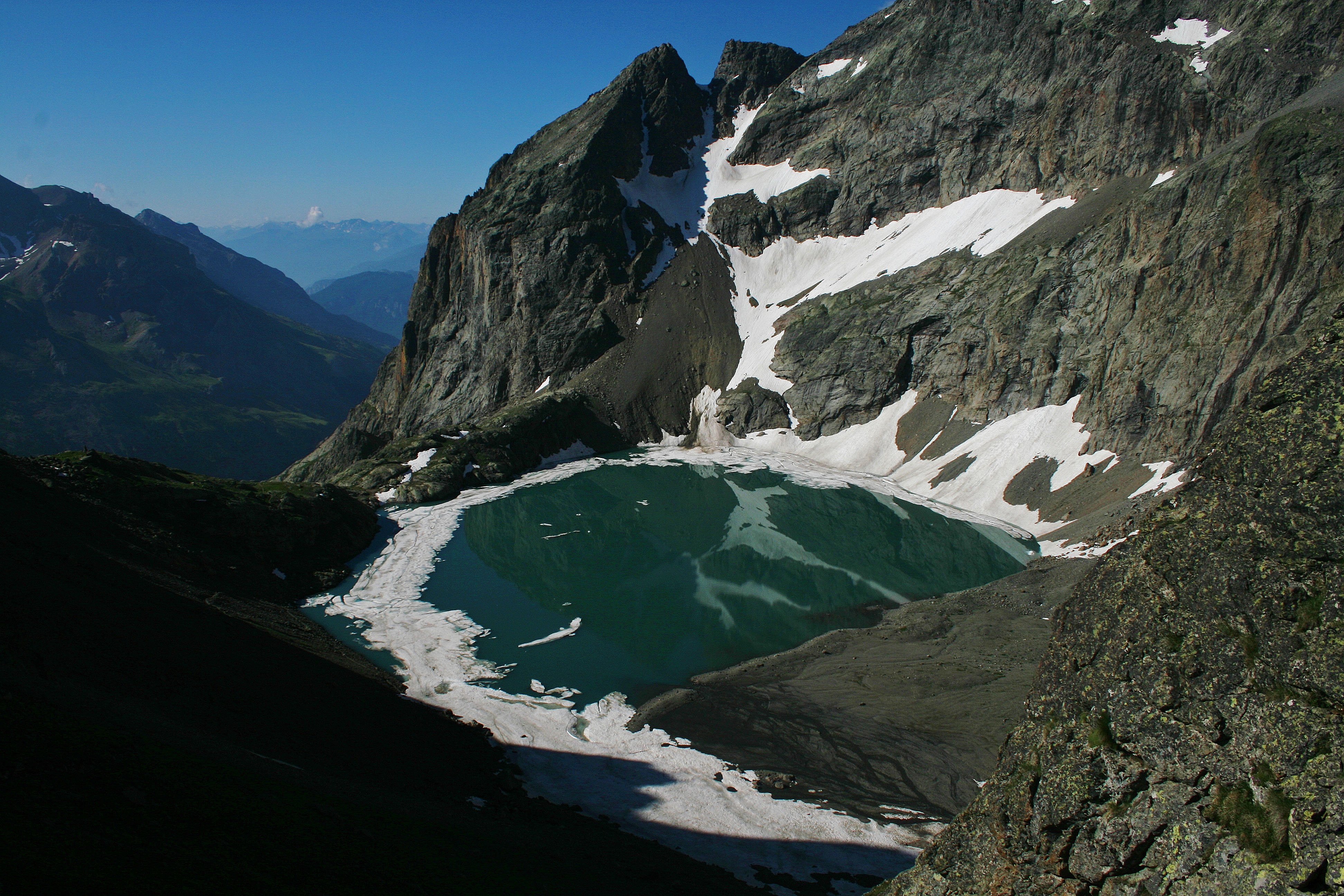
Le lac de l'Eychauda, dans le parc national des Écrins.

- Lac de Combeynot
- Lac des Cordes
- Lac du Crachet
- Lac de Cristol
- Lacs de Crupillouse
- Lac Égorgeou
- Lac de l'Eychauda
- Lac du Glacier d'Arsine
- Lacs du Malrif
- Lac Miroir
- Grand lac de l'Oule
- Lac des Partias
- Lac de la Ponsonnière
- Lac du Pontet
- Lac de La Roche
- Lac Sainte-Anne
- Lac Sainte-Marguerite
- Lac de Serre-Ponçon
- Lac de Siguret
- Lac des Sirènes
- Lac de Souliers
- Lac Vert
- Lac de Roue

### Isère

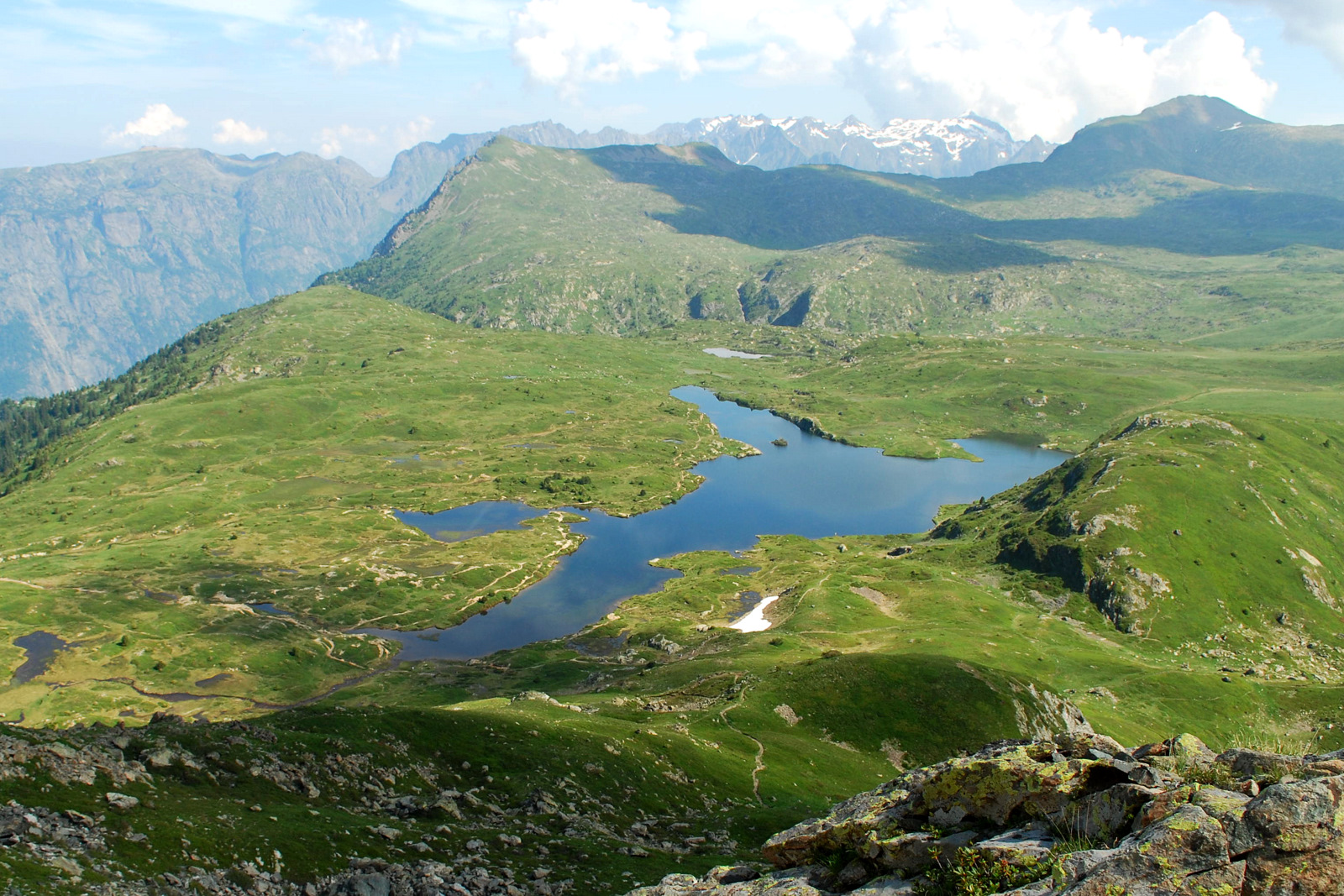
Le lac Fourchu.

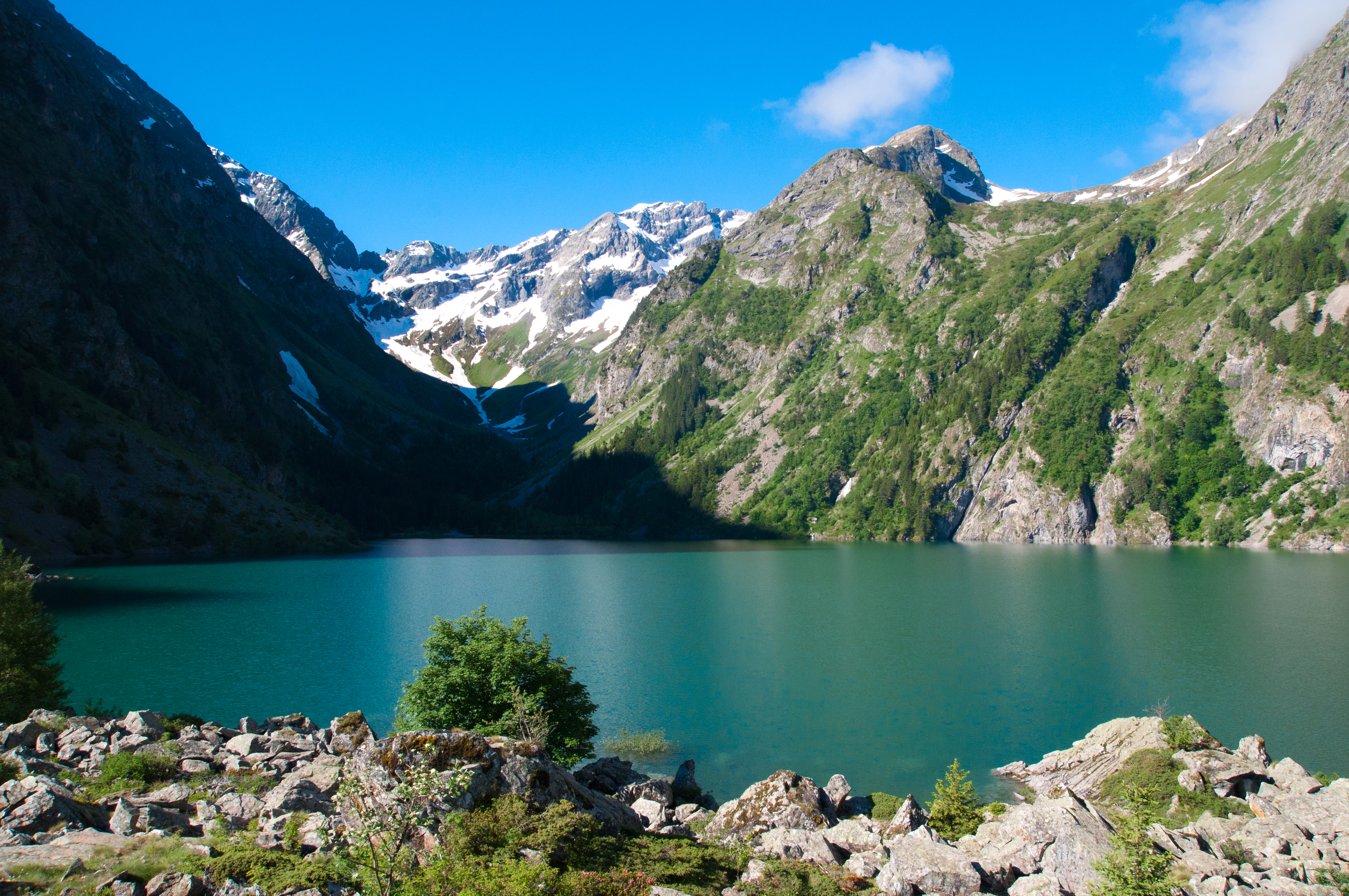
Le Lauvitel.

- Lac Achard, dans la chaîne de Belledonne
- Lac Besson, dans le massif des Grandes Rousses
- Lac Bramant, dans le massif des Grandes Rousses
- Lac Brouffier, dans le massif du Taillefer
- Lac du Chambon, dans le massif des Écrins
- Lac Claret, dans la chaîne de Belledonne
- Lac de la Coche, dans la chaîne de Belledonne
- Lac de Crop, dans la chaîne de Belledonne
- Lac de Croz, dans la chaîne de Belledonne
- Lac du Crozet, dans la chaîne de Belledonne
- Lac du Flumet, dans la chaîne de Belledonne
- Lac de la Fare, dans le massif des Grandes Rousses
- Lac Faucille, dans le massif des Grandes Rousses
- Lac Fourchu, dans le massif du Taillefer
- Lac de Grand'Maison, au Vallon de l'Eau d'Olle
- Lac de la Grande-Sître, dans la chaîne de Belledonne
- Lac Guichard, dans le massif des Grandes Rousses
- Lac de Laffrey, dans le massif du Taillefer
- Lauvitel, dans le massif des Écrins, 35 hectares
- Lac Lérié, dans le massif des Écrins
- Lac Merlat, dans la chaîne de Belledonne
- Lac du Milieu, dans le massif des Grandes Rousses
- Lac de Monteynard-Avignonet
- Lac Mort, dans le massif du Taillefer
- Lac de la Muzelle, dans le massif des Écrins
- Lac Noir, dans le massif des Écrins
- Lac Noir, dans le massif des Grandes Rousses
- Lac Noir d'Emparis dans le massif des Écrins
- Lac de Paladru
- Lac de Pétichet, dans le massif du Taillefer
- Lac de Pierre-Châtel, dans le massif du Taillefer
- Lac du Plan, dans le massif des Écrins
- Lac du Poursollet, dans le massif du Taillefer
- Lac Potet, dans le massif des Grandes Rousses
- Lac de Saint-Sixte
- Lac du Sautet
- Lac du Verney, dans le massif des Grandes Rousses
- Lacs Robert, dans la chaîne de Belledonne

### Savoie
- Lac du Bourget
- Lac d'Aiguebelette

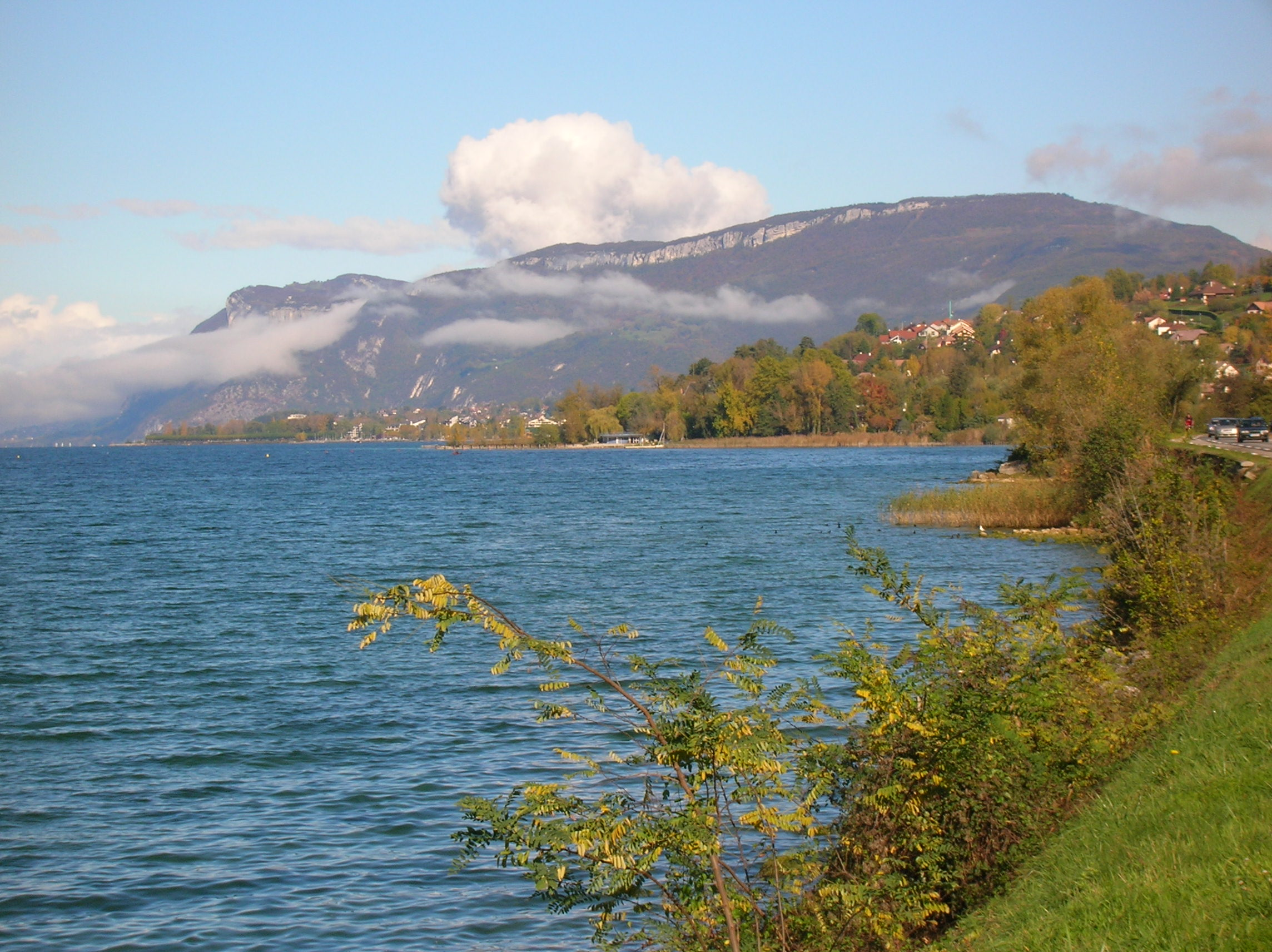
Le lac du Bourget.

- Lac de Bissorte, dans le massif des Cerces
- Lac du Chevril
- Lac de la Sassière
- Lac de Roselend
- Lac du Mont-Cenis
- Lac de la Girotte
- lac de la Gittaz
- Lac de la Plagne
- Lac d'Amour (massif du Beaufortain)
- Lacs de la Tempête
- Lac de la Thuile
- Lac de Sainte-Hélène
- Lac de Saint-Guérin
- Lac des Évettes
- Lac Noir
- Lac du Pys
- Lac de Saint-André
- Lac Saint-Clair (Détrier)
- Lac de Savine
- Lac de la Vecchia
- Lac Café au Lait

### Haute-Savoie

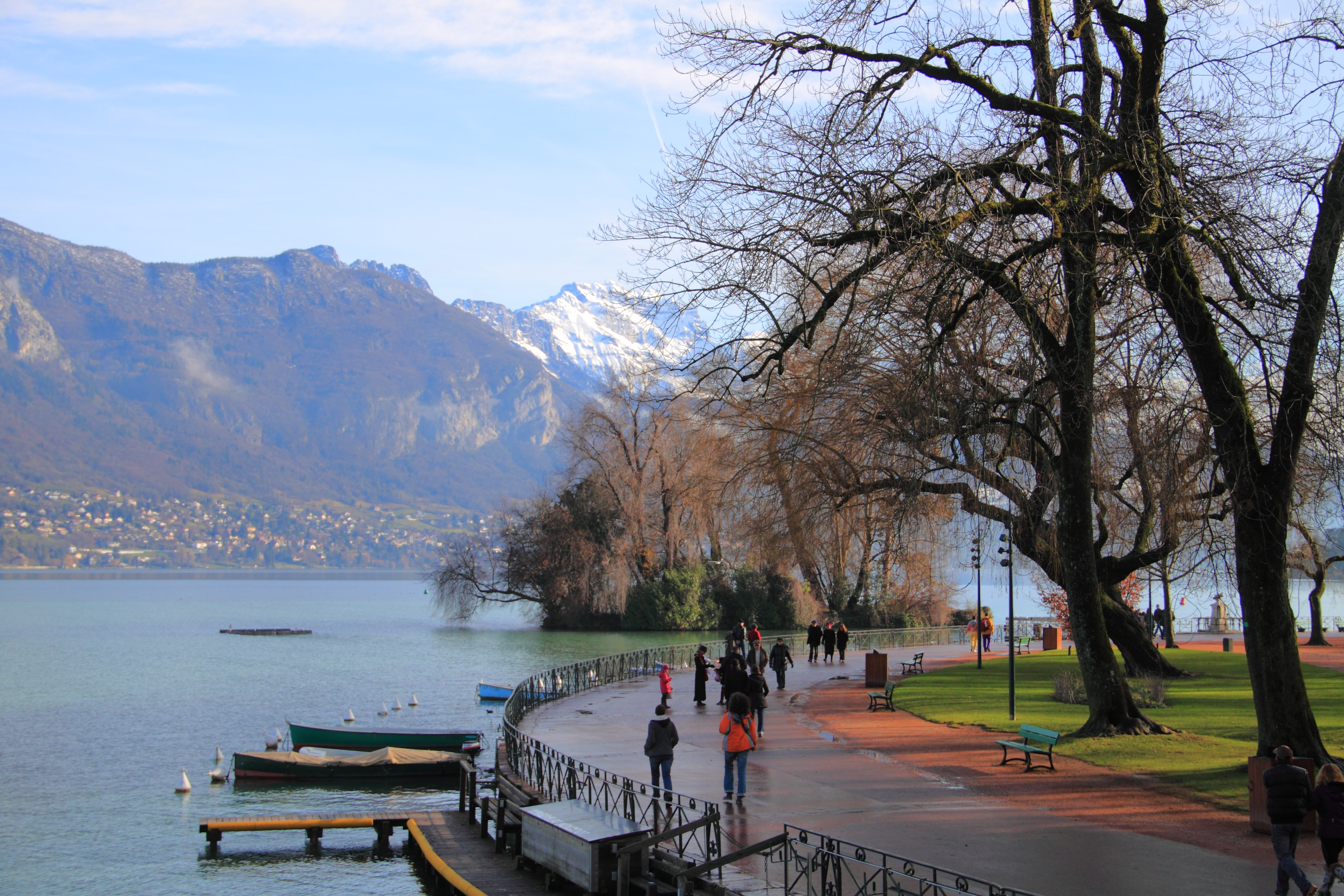
Le lac d'Annecy.

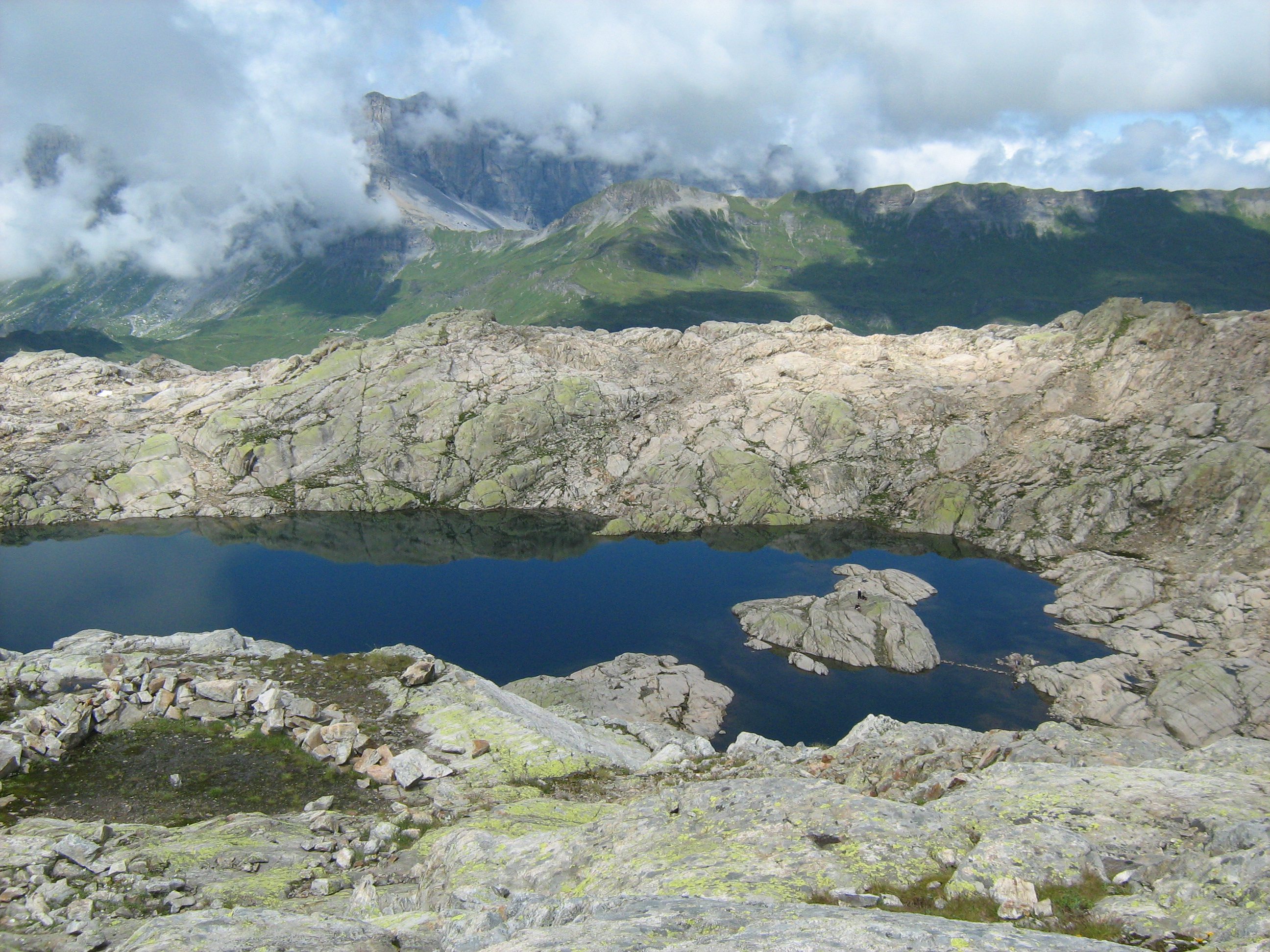
Le lac Noir d'en Bas, dans le massif des Aiguilles Rouges, vu du lac Noir d'en haut.

- Lac d'Annecy
- Lac d'Anterne
- Lac d'Arvouin
- Lac d'Avoriaz
- Lac de Bise
- Lac Blanc (aiguilles Rouges)
- Lac du Brévent
- Lac de la Case
- Lac des Confins
- Lac de Darbon
- Lac de Flaine
- Lac de Fontaine
- Lac des Gaillands
- Lac du Jotty
- Lac à l'Anglais
- Lac de Lessy
- Lac de Montriond
- Lac de la Mouille
- Lac Noir des aiguilles Rouges
- Lac de Pététoz
- Lac des Plagnes
- Lac de Pormenaz
- Lac de Roy
- Lac de Tavaneuse
- Lac de Vallon
- Lac Vert (Passy)
- Lac de Vonnes

## Italie

### Lombardie

#### Côme

Le lac de Côme.

- Lac de Côme (lago di Como), 146 km2
- Lac d'Idro (lago d'Idro), 11,5 km2
- Lac de Lugano (lago di Lugano), 48,7 km2
- Lac d'Alserio (lago di Alserio), 1,23 km2
- Lac de Montorfano (lago di Montorfano), 0,46 km2
- Lac de Piano (lago di Piano), 0,72 km2
- Lac de Pusiano (lago di Pusiano), 4,95 km2
- Lac du Segrino (lago del Segrino), 0,35 km2

#### Lecco
- Lac de Côme (lago di Como), 146 km2
- Lac d'Annone (lago di Annone), 5,71 km2
- Lac d'Olginate (lago di Olginate), 0,77 km2
- Lac de Pusiano (lago di Pusiano), 4,95 km2

#### Bergame
- Lac d'Iseo (lago Iseo), 65,3 km2

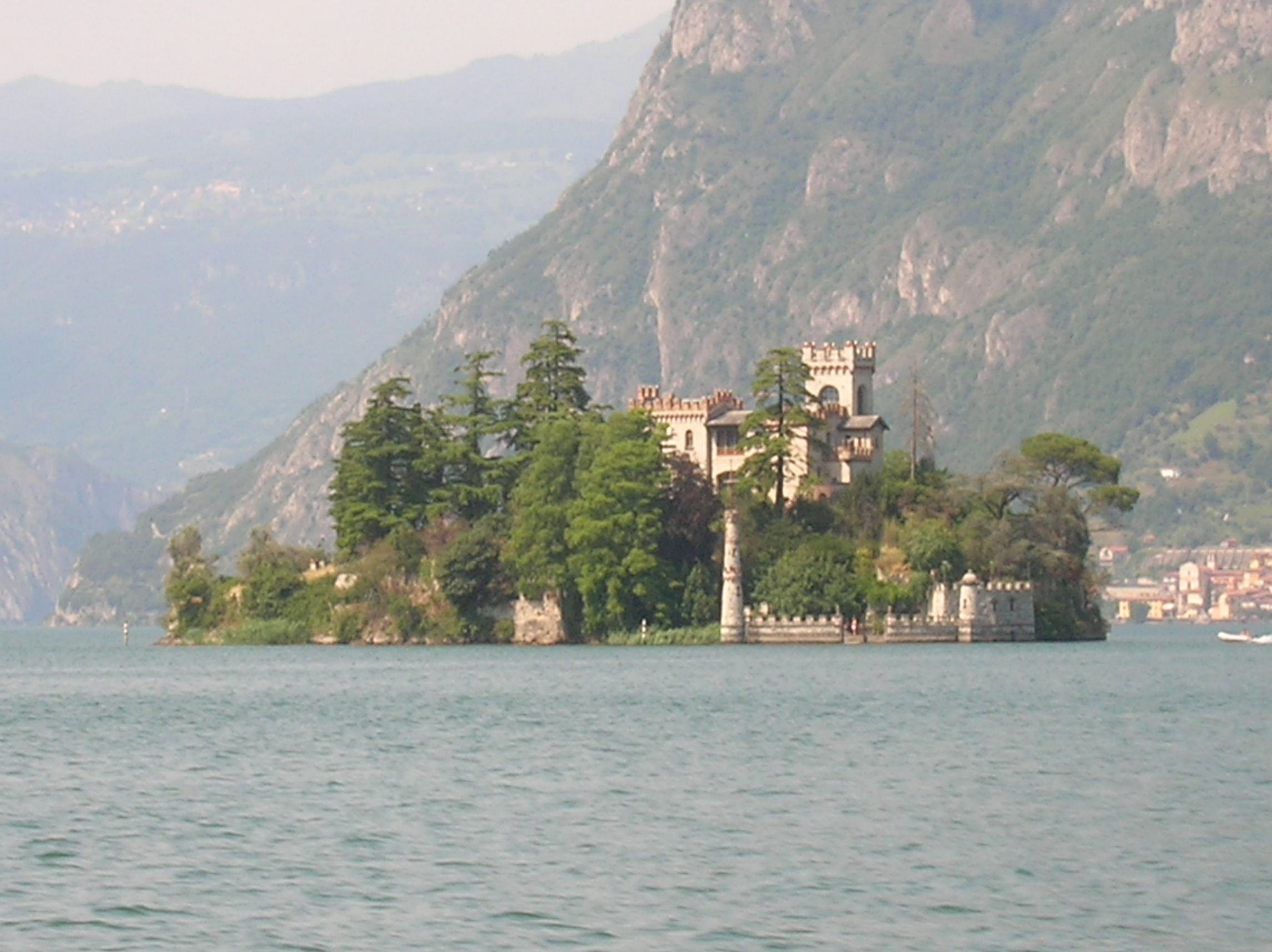
Lac d'Iseo.

- Lac de Barbellino (lago del Barbellino), 0,54 km2
- Lac de Coca (lago di Coca), 0,004 km2
- Lac d'Endine (lago di Endine), 2,3 km2
- Lac Moro (lago Moro), 2,3 km2
- Lac Noir (lago Nero), 0,16 km2

#### Brescia
- Lac d'Iseo (lago Iseo), 65,3 km2
- Lac de Garde (lago di Garda ou lago di Benaco), 370 km2
- Lac d'Idro (lago d'Idro), 11,5 km2
- Lac Moro (lago Moro), 0,03 km2
- Lac de la Vache (lago della Vacca), 0,256 km2
- Lac de Valvestino (lago di Valvestino), 1,38 km2

#### Varèse

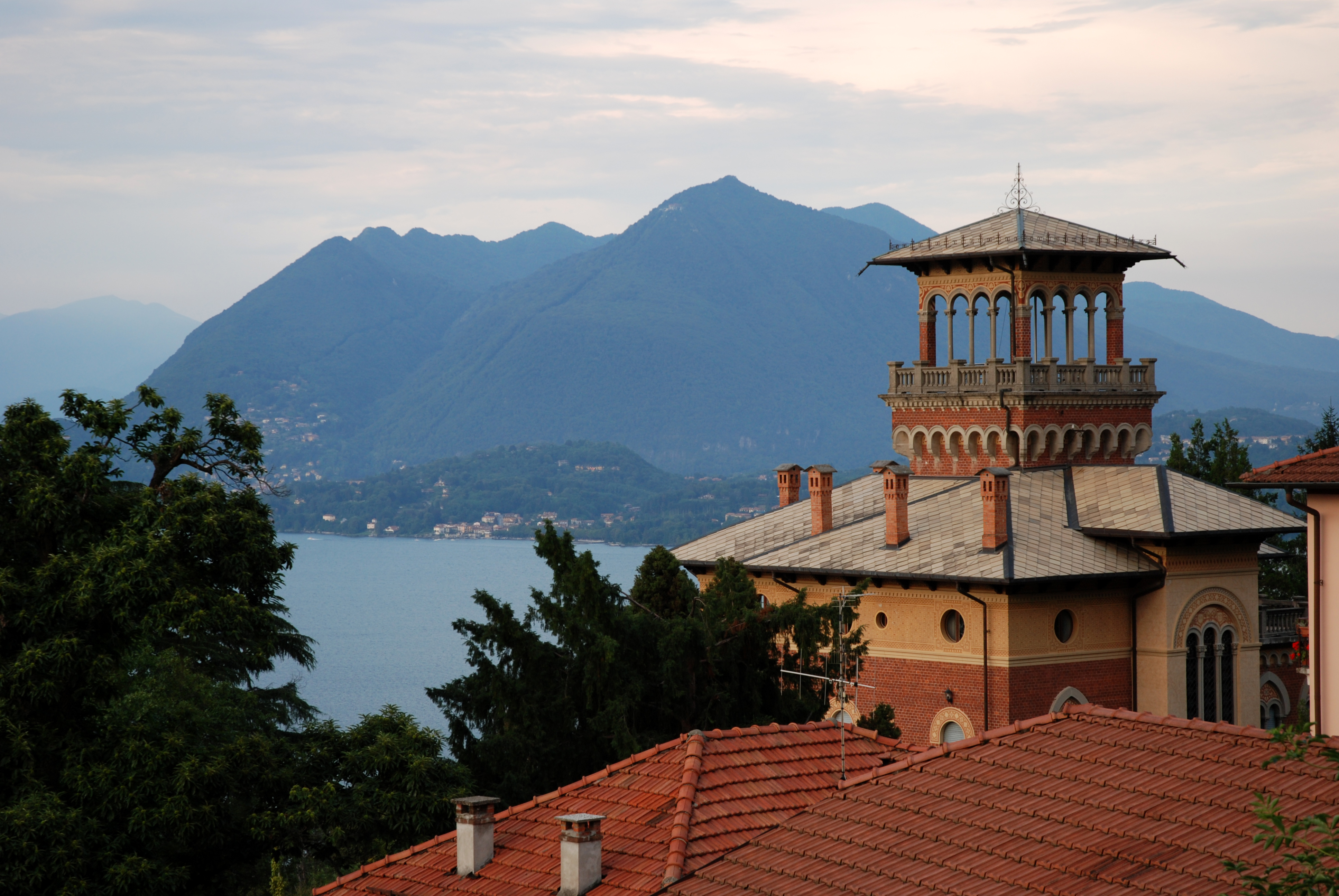
Le lac majeur.

- Lac de Varèse (lago di Lugano), 14,95 km2
- Lac Majeur (lago Maggiore), 212 km2
- Lac de Lugano (lago di Lugano), 48,7 km2
- Lac de Comabbio (lago di Comabbio), 3,4 km2
- Lac de Ganna (lago di Ganna), 0,07 km2
- Lac de Ghirla (lago di Ghirla), 0,28 km2
- Lac de Monate (lago di Monate), 2,5 km2

### Piémont

#### Biella
- Lac de la Vieille (lago della Vecchia), 0,065 km2
- Lac des Mêlées (lago delle Mischie, 0,13 km2
- Lac de Viverone (lago di Viverone), 5,72 km2
- Lac de Mucrone (lago del Mucrone), 0,017 km2
- Lac de Piane (lago delle Piane), 0,427 km2
- Lac de Ravasanella (lago Ravasanella), 0,31 km2

#### Novare
- Lac d'Orta (lago d'Orta), 18,1 km2

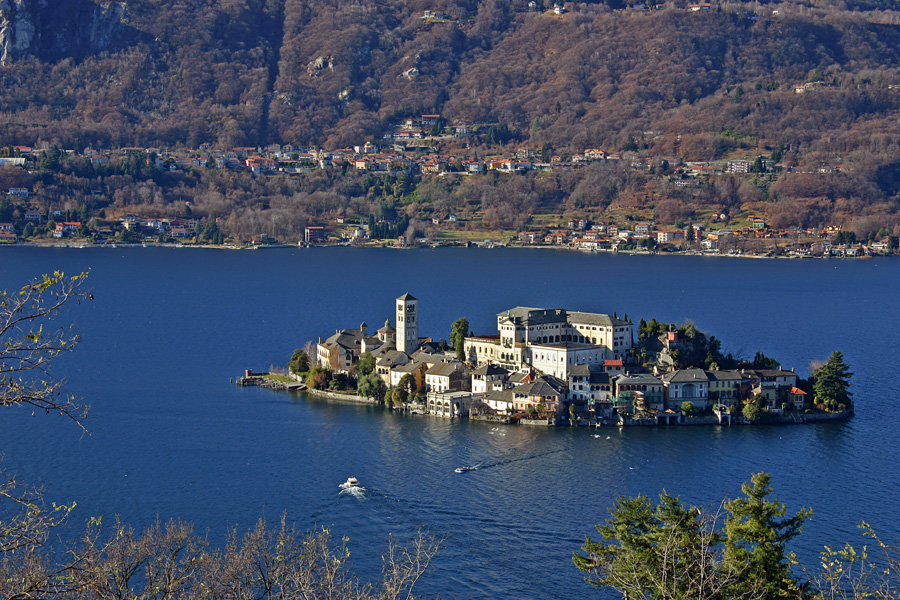
Lac d'Orta.

- Lac Majeur (lago Maggiore), 212 km2

#### Turin
- Lac de la Vecchia (lago della Vecchia), 0,017 km2
- Lac de Viverone (lago di Viverone), 5,72 km2
- Lac Agnel (lago Agnel), 0,14 km2
- Lac d'Avigliana (lago di Avigliana), 0,6 km2 à 0,9 km2
- Lac de Ceresole (lago di Ceresole), 1,58 km2
- Lac de Malciaussia (lago di Malciaussia), 0,22 km2
- Lac de Monastero (lago di Monastero), 0,006 km2
- Lac Noir - Césane (lago Nero), 0,013 km2
- Lac Noir - Canavais (lago Nero), 0,11 km2
- Lac de Rochemolles (lago di Rochemolles), 0,181 km2
- Lac de la Rossa (lago della Rossa), 0,492 km2
- Lac Serrù (lago Serrù), 0,55 km2

#### Verbano-Cusio-Ossola
- Lac Majeur (lago Maggiore), 212 km2
- Lac de Mergozzo (lago di Mergozzo), 1,84 km2
- Lac de Morasco (lago di Morasco), 0,51 km2

#### Coni
- Lac de Pontechianale (lago di Pontechianale), 0,52 km2

#### Verceil
- Lac Noir (lago Nero), 0,087 km2
- Lac de Ravasanella (lago Ravasanella), 0,31 km2

### Frioul-Vénétie Julienne

#### Udine

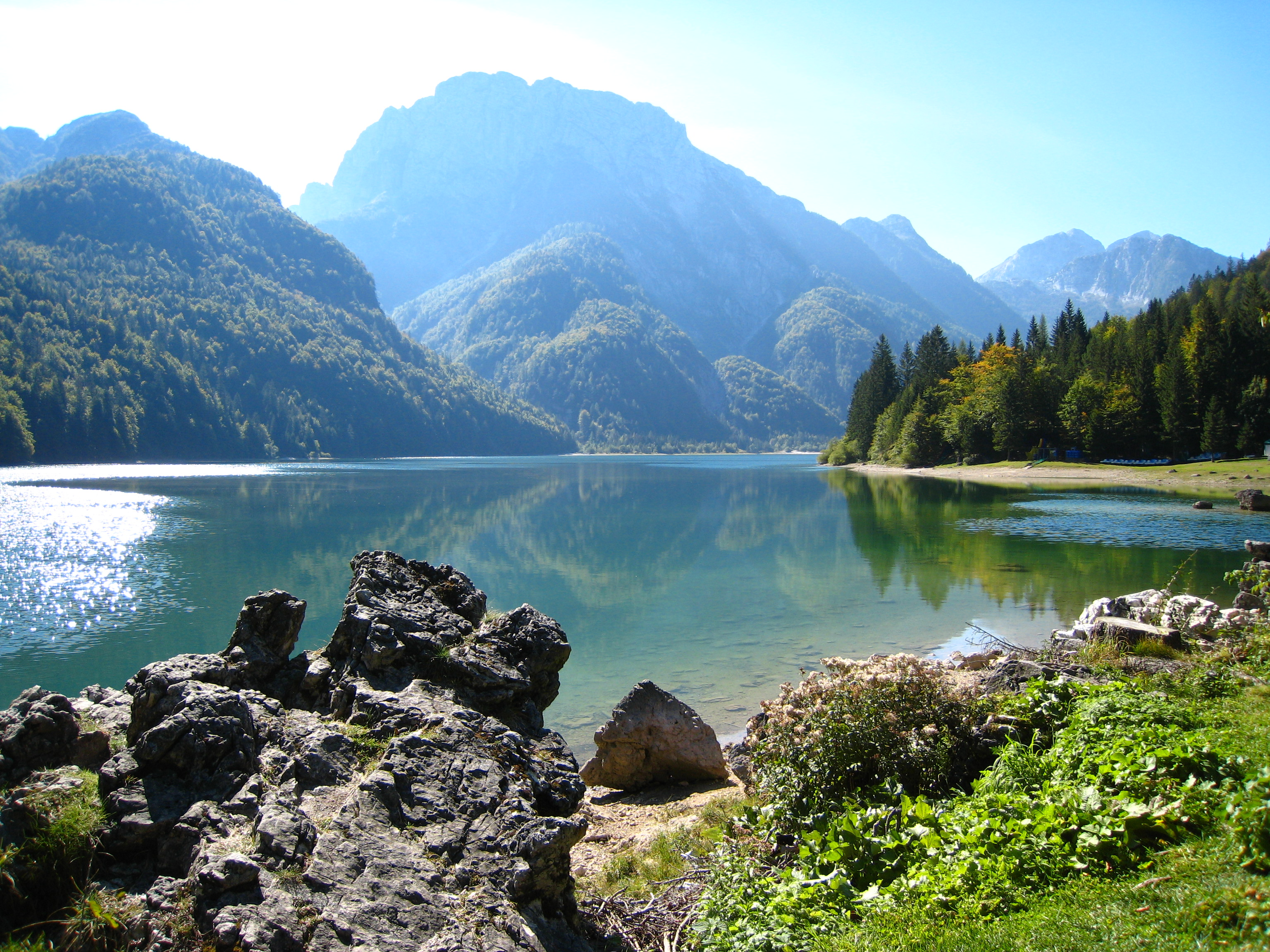
Lac de Predil.

- Lacs de Fusine (lago di Fusine), 0,1 km2
- Lac de Verzegnis (lago di Verzegnis), 0,22 km2
- Lac de Predil (lago di Predil), 1 km2
- Lac de Sauris (lago di Sauris), 1,57 km2
- Lac de Cavazzo (lago di Cavazzo), 1,74 km2

#### Pordenone
- Lacs du Vajont (lago Vajont), 0,14 km2
- Lac de Barcis (lago di Barcis), 0,98 km2
- Lac de Tramonti (lago dei Tramonti ou lago di Redona), 1,6 km2

### Trentin-Haut-Adige

#### Trente

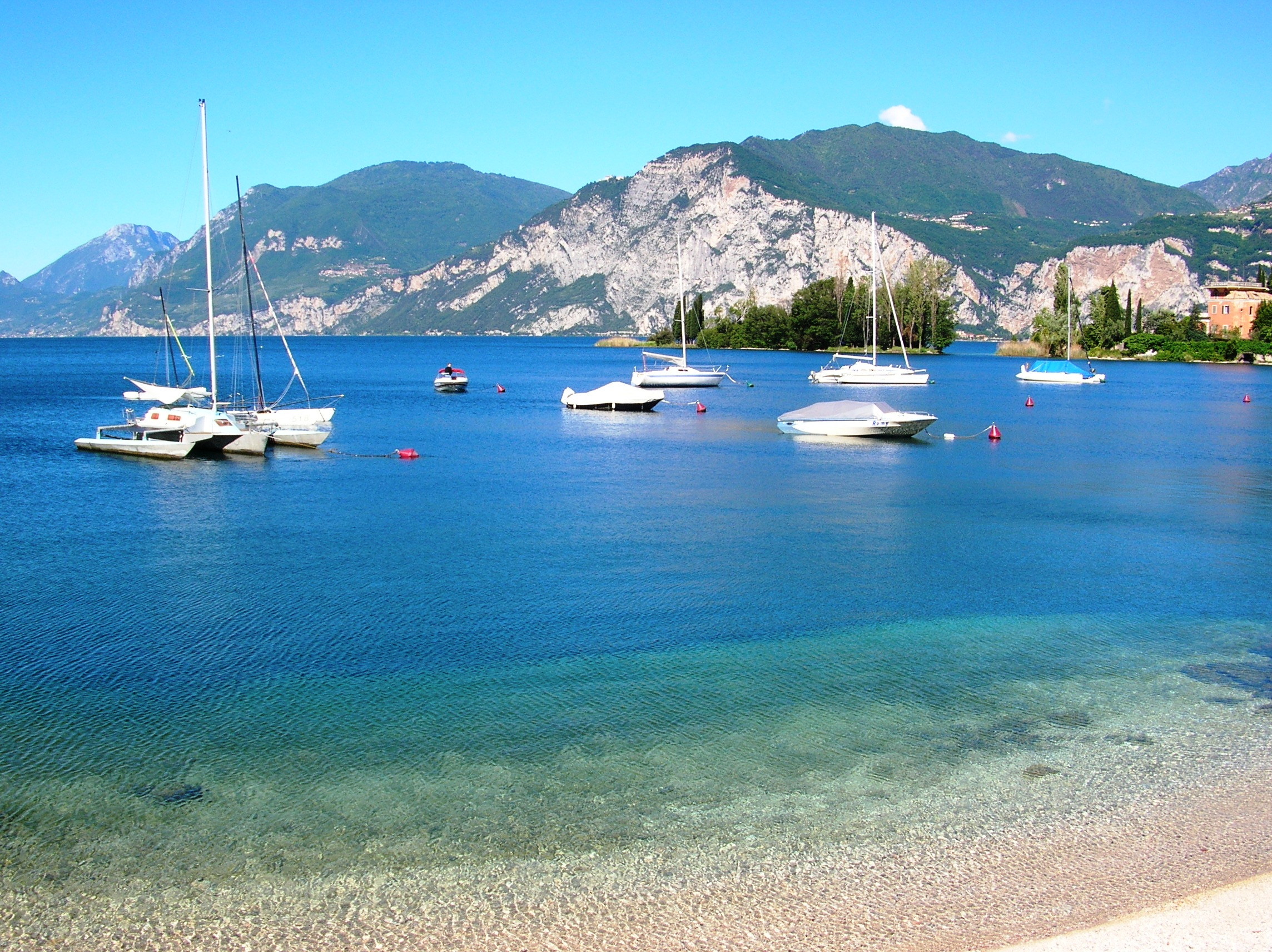
Le lac de Garde.

- Lac de Garde (lago di Garda ou lago di Benaco), 370 km2
- Lac de Levico (lago di Levico), 1,16 km2
- Lac de Caldonazzo (lago di Caldonazzo), 5,63 km2
- Lac de Molveno (lago di Molveno), 3,27 km2
- Lac de Fedaia (lago di Fedaia), 0,17 km2 à 0,55 km2
- Lac de Cavedine (lago di Cavedine), 1,01 km2
- Lac de Tovel (lago di Tovel), 0,38 km2
- Lac de Ledro (lago di Ledro), 2,19 km2
- Lac de Malga Bissina (lago di Bissina), 1 km2
- Lac de Santa Giustina (lago di Santa Giustina), 3,5 km2
- Lac de Serraia (lago della Serraia), 0,452 km2
- Lac de Forte Buso (lago di Paneveggio ou lago di Forto Buso), 0,68 km2
- Lac de Careser (lago di Careser), 0,48 km2
- Lac de Cei (lago di Cei), 0,52 km2
- Lac de Pian Palù (lago di Pian Palù), 0,42 km2
- Lac de Terlago (lago di Terlago), 0,12 km2
- Lac de Tenno (lago di Tenno), 0,20 km2
- Lac de Toblino (lago di Toblino), 0,67 km2

#### Bolzano
- Lac de Braies (lago di Braies), 0,310 km2
- Lac de Resia (lago di Resia), 6,6 km2
- Lac de Carezza (lago di Carezza), 0,035 km2
- Lac de Caldaro (lago di Caldaro), 1,4 km2
- Lac de Zoccolo (lago di Zoccolo), 1,43 km2
- Lac de Dobbiaco (lago di Dobbiaco), 0,143 km2
- Lac d'Anterselva (lago di Lago di Anterselva), 0,41 km2
- Lac de Costalovara (lago di Costalovara), 0,033 km2
- Lac de Favogna (lago di Favogna), 0,013 km2
- Lac de Fontaine Blanche (lago di Fontana Bianca), 0,18 km2
- Lac de Fortezza (lago di Fortezza), 0,23 km2
- Lac de Gioveretto (lago di Gioveretto), 0,7 km2
- Lac de Lamar (lago di Lamar), 0,045 km2
- Lac de Monticolo (lago di Monticolo), 0,178 km2
- Lac de Neves (lago di Neves), 0,54 km2
- Lac de Quaira (lago di Quaira), 0,35 km2
- Lac de Santa Maria (lago di Santa Maria), 0,038 km2
- Lac de San Valentino alla Muta (lago di Lago di San Valentino alla Muta), 0,89 km2
- Lac de Valdaora (lago di Valdaora), 0,44 km2
- Lac de Valdurna (lago di Valdurna), 0,124 km2
- Lac de Varna (lago di Varna), 0,015 km2
- Lac de Vernago (lago di Vernago), 1,26 km2

### Vallée d'Aoste
- Lac de Place-Moulin (lago di Place-Moulin), 1,8 km2
- Lac de Beauregard (lago di Beauregard), 0,39 km2
- Lac de Tsignanaz (lago di Lago di Cignana), 0,53 km2
- Lac Misérin (lago Misérin), 0,22 km2
- Lac du Verney (lago Verney), 0,20 km2
- Lac Bleu (lago Blu), 0,003 km2

### Vénétie

#### Vérone

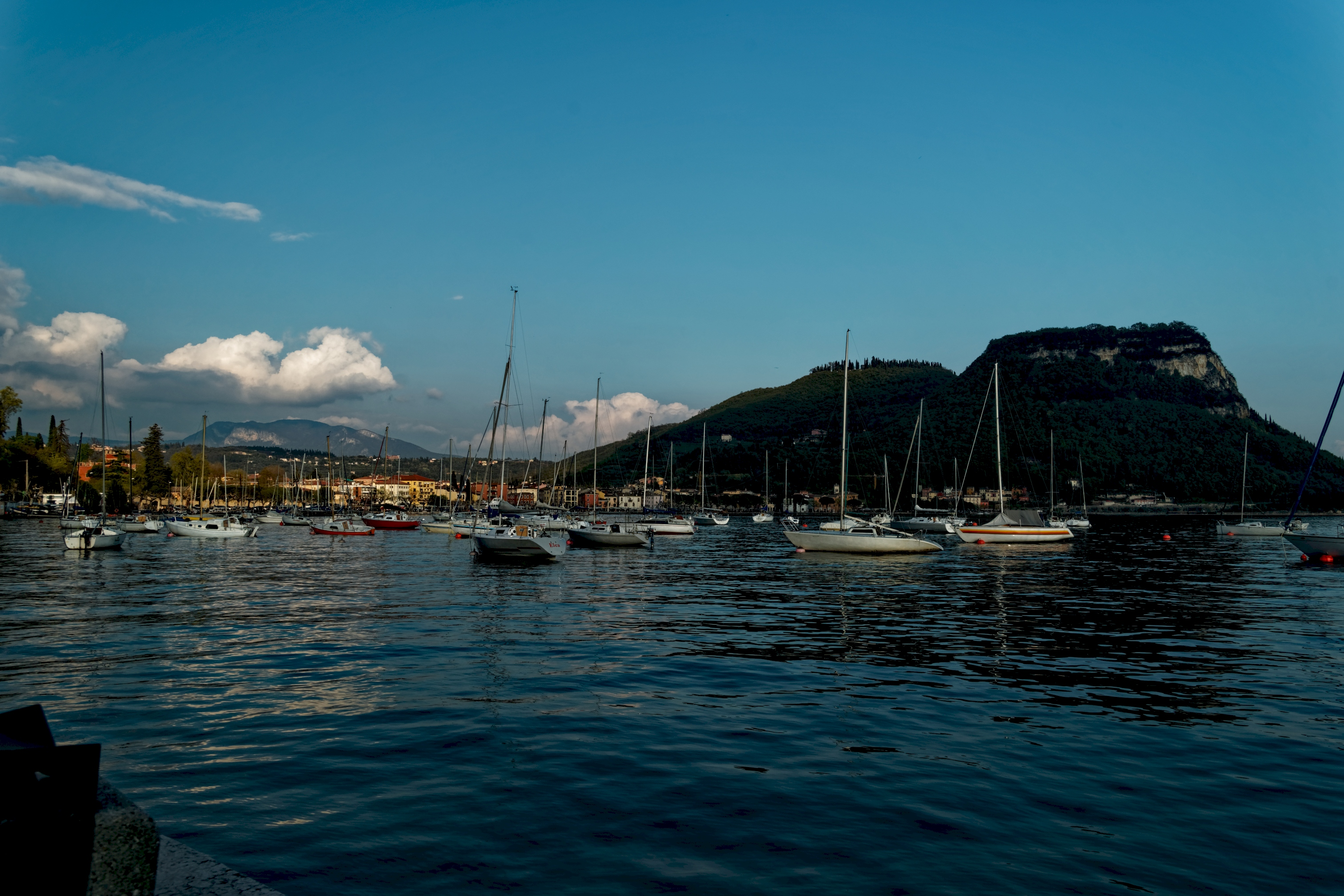
Lac de Garde.

- Lac de Garde (lago di Garda ou lago di Benaco), 368 km2
- Lac de Vodo di Cadore (lago di Vodo di Cadore), 7,8 km2
- Lac de Valle di Cadore (lago di Valle di Cadore), 0,26 km2
- Lac de Pieve Cadore (lago di (Centro) Cador), 2,3 km2
- Lac de Senaiga (lago del Senaiga), 0,3 km2
- Lac de Mis (lago del Mis), 1,29 km2
- Lac de Santa Croce (lago di Santa Croce), 7,8 km2
- Lac de Santa Caterina (lago di Auronzo ou lago di Santa Caterina), 0,49 km2
- Lac de Misurina (lago di Misurina), 0,14 km2
- Lac d'Alleghe (	Lago di Alleghe), 0,5 km2
- Lac de Negrisiola (	Lago di Negrisiola), 0,05 km2
- Lac de Restello (lago del Restello), 0,11 km2
- Lacs de Ravine Lago (Laghi di Revine Lago), 0,9 km2

## Slovénie
- Lac de Bled
- Lac de Bohinj

## Suisse

### Berne

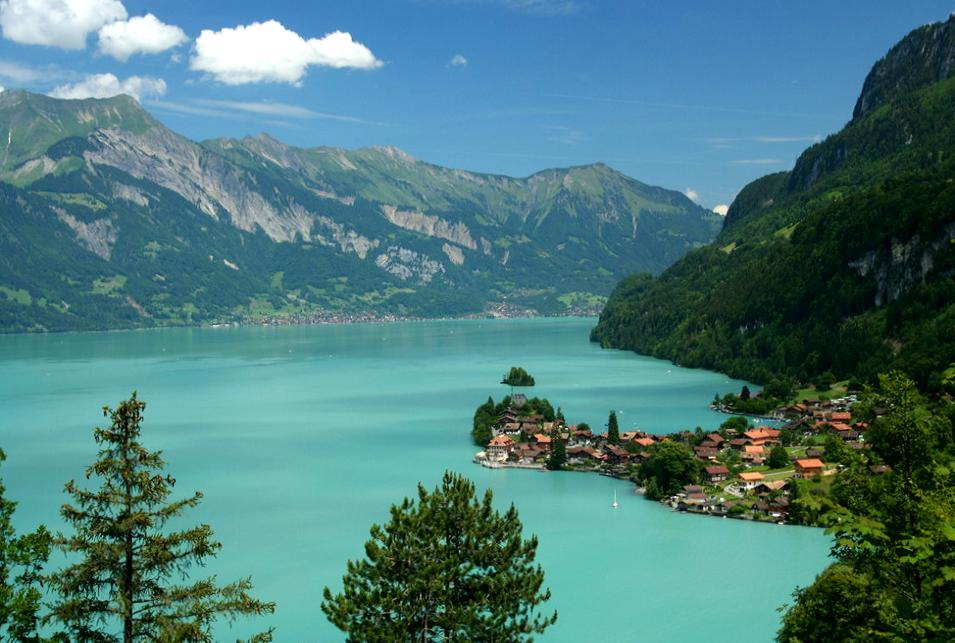
Le lac de Brienz.

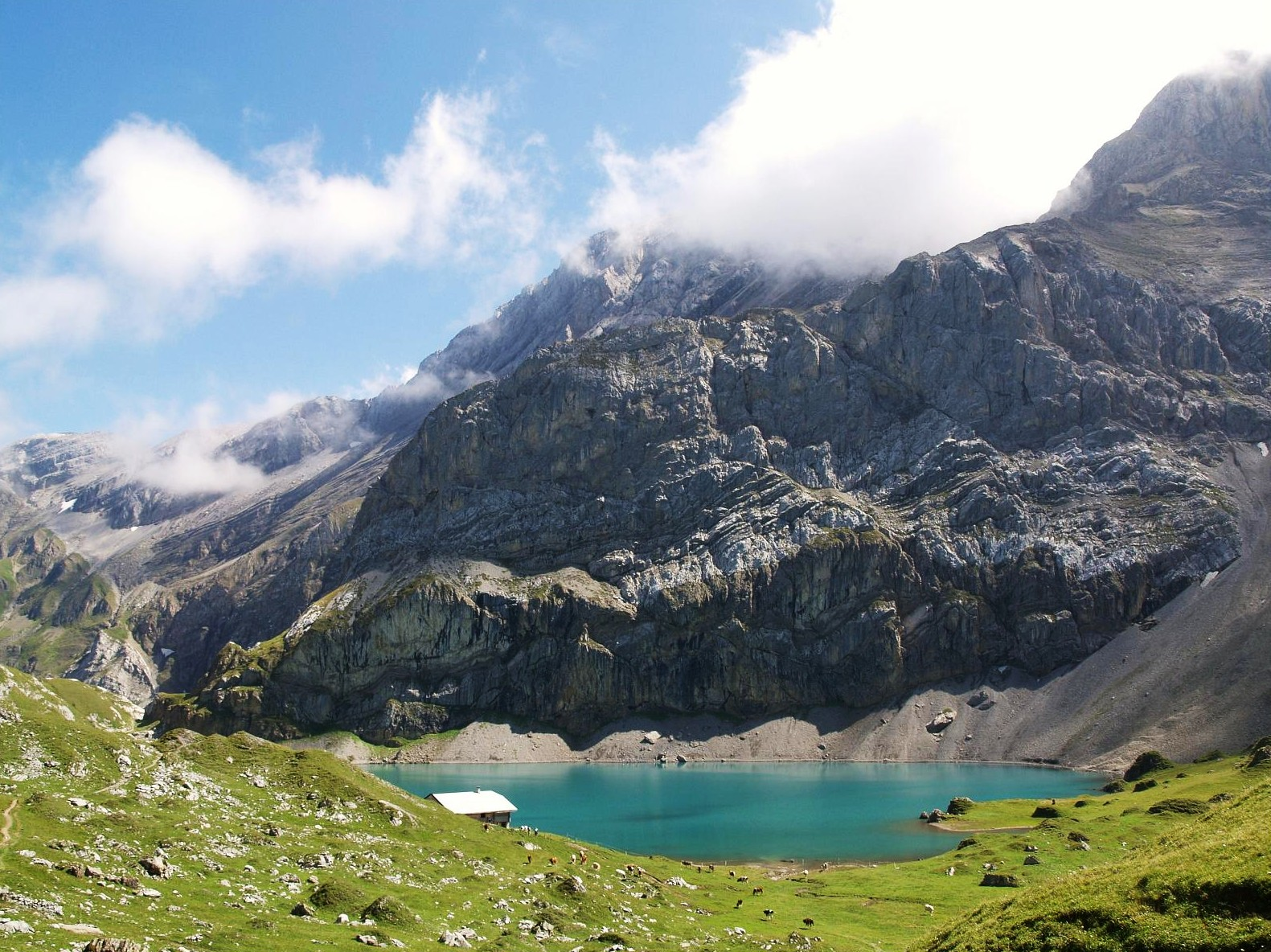
Le Iffigsee.

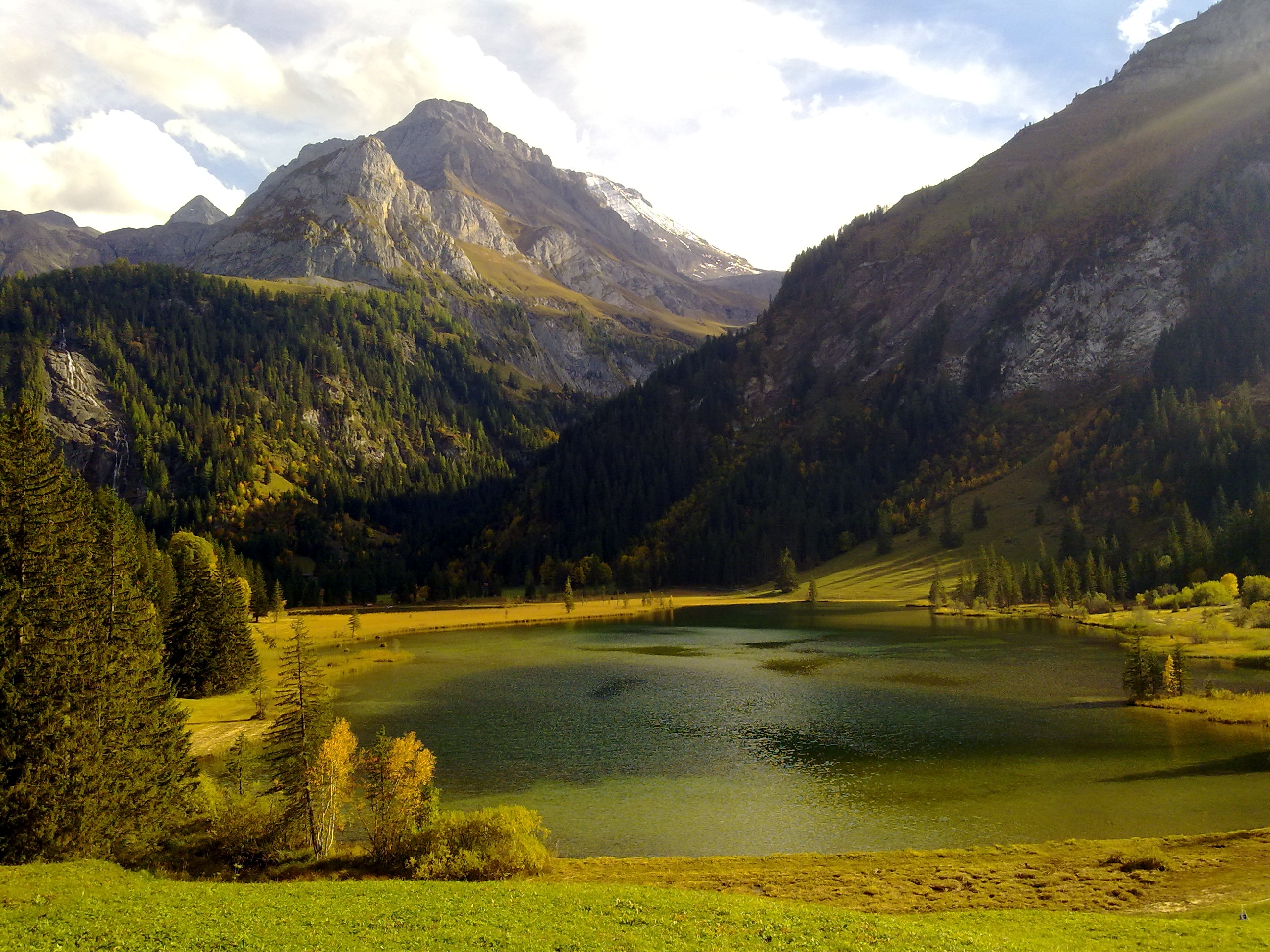
Le Lauenensee.

- Ägelsee, dans le Simmental (commune de Diemtigen)
- Arnesee (commune de Gsteig bei Gstaad)
- Bachsee (commune de Grindelwald)
- Bänzlauiseeli, dans le Haslital (commune de Guttannen)
- Blausee (Berne)
- Lac de Brienz
- Engstlensee, dans le Gental (commune de Innertkirchen)
- Flueseeli, dans l'Obersimmental (commune de Lenk)
- Gadenlaui, dans le Gadmertal (commune de  Gadmen)
- Gelmersee
- Lac du Grimsel
- Hagelseewli (commune de Brienz (BE))
- Häxeseeli (commune de Brienz (BE))
- Hinterburgseeli (commune de Brienz (BE))
- Iffigsee, dans le Iffigtal (commune de Lenk)
- Louwenesee dans le Lauenental (commune de Lauenen)
- Meiefallseeli, dans le Diemtigtal (commune de Diemtigen)
- Mattenalpsee, dans l'Ürbachtal (commune de Innertkirchen)
- Oberaarsee
- Lac d'Oeschinen
- Räterichsbodensee
- Rawilseeleni, dans le Iffigtal (commune de Lenk)
- Rezligletscherseeli, dans l'Obersimmental (commune de Lenk)
- Sägistalsee, dans le Sägistal (commune de Gündlischwand)
- Schattigseeli, dans le Simmental (commune de Oberwil im Simmental)
- Schwarzesee, dans l'Obersimmental (commune de Zweisimmen)
- Schwarzseeli (commune de Brienz (BE))
- Seebergesee (commune de Zweisimmen)
- Seebodensee, dans le Gadmertal (commune Gadmen)
- Steinsee, dans le Gadmertal (commune Gadmen)
- Sulsseewil, dans le Lauterbrunnental (commune de Lauterbrunnen)
- Oberstockesee, dans le Simmental (commune de Erlenbach im Simmental)
- Hinderstockesee, dans le Simmental (commune de Erlenbach im Simmental)
- Tälliseeli, dans le Kandertal (commune de Kandersteg)
- Triebtenseewli, au sud du Grimselsee (commune d'Obergoms)
- Lac de Thoune
- Walposee (commune de Boltigen)
- Wannisbordsee, dans le Haslital (commune de Guttannen)

### Fribourg
- Lac de la Gruyère
- Lac des Joncs
- Kaiseregg Seeli (Plaffeien)
- Lac de Lussy
- Lac de Mongeron (Gruyères)
- Lac de Montsalvens
- Lac Noir
- Riggisalpsee (Jaun)
- Lac de Lessoc

### Glaris

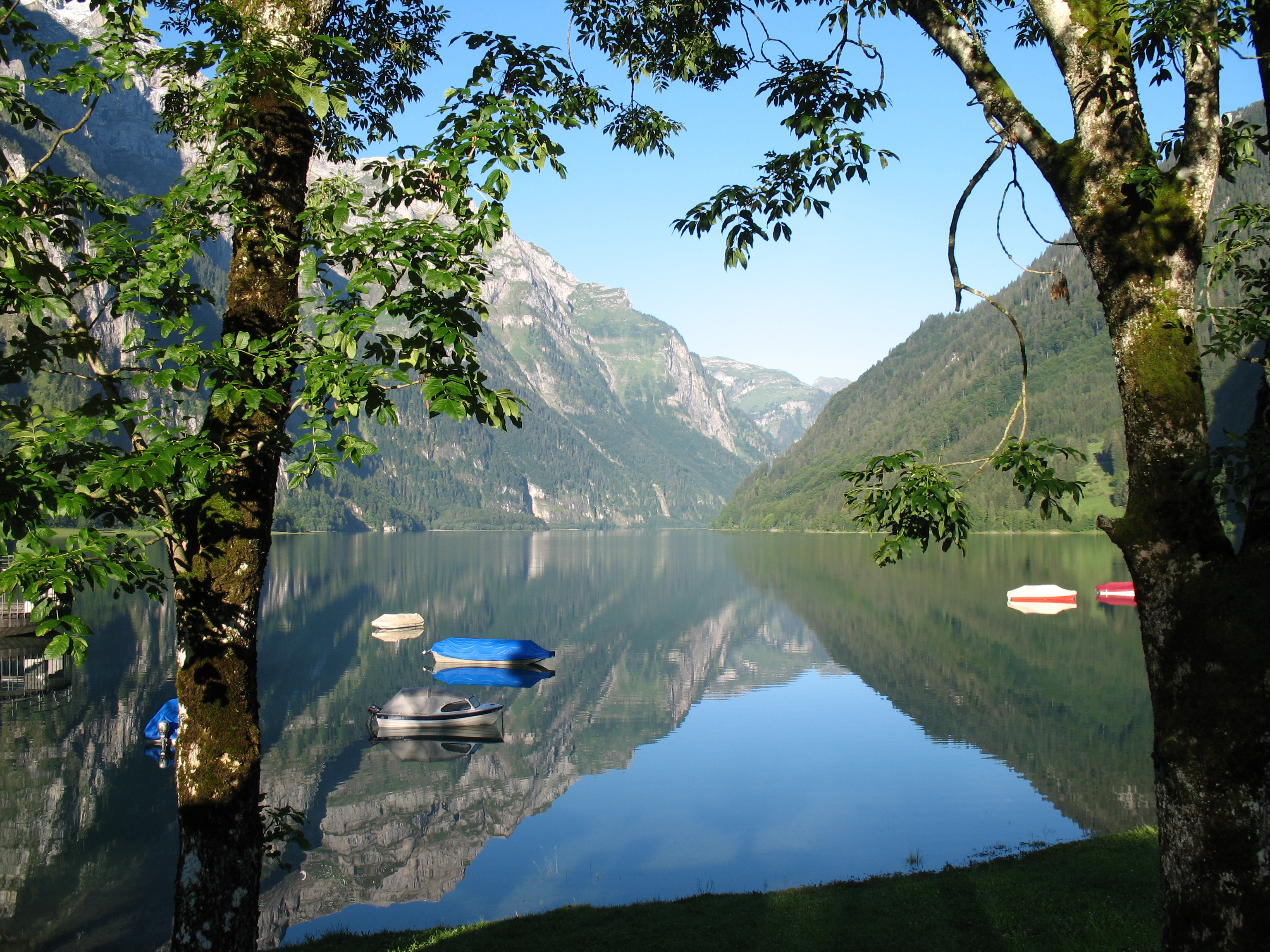
Le lac du Klöntal.

- Ängisee, dans le Diestal (commune de Glaris Sud)
- Berglimattsee, dans le Niederental (commune de Glaris Sud)
- Chüebodensee, dans le Sernftal (commune de Glaris Sud)
- Stausee Garichti, dans le Niederental (commune de Glaris Sud)
- Guppensee, dans la vallée de la Linth (commune de Glaris Sud)
- Lac du Klöntal
- Limmerensee, dans le Limmerental (commune de Glaris Sud)
- Milchspüelersee, dans la vallée de la Linth (commune de Glaris Sud)
- Muttsee, dans le Limmerental (commune de Glaris Sud)
- Oberblegisee, dans la vallée de la Linth (commune de Glaris Sud)
- Obersee, dans l'Oberseetal (commune de Glaris Nord)
- Ober See, dans Limmerental (commune de Glaris Sud)
- Spaneggsee, au-dessus de Filzbach (commune de Glaris Nord)
- Talalpsee, au-dessus de Filzbach (commune de Glaris Nord)
- Lac de Walenstadt

### Grisons
- Lac de Champfèr
- Lacs d'Engadine
- Lac d’Isola
- Lac de Lunghin
- Lac de Marmorera
- Lac de Palpuogna
- Lac de Saint-Moritz
- Lac de Sils
- Lac de Silvaplana
- Lac de Toma

### Lucerne
- Lac des Quatre-Cantons
- Lac de Zoug

### Nidwald

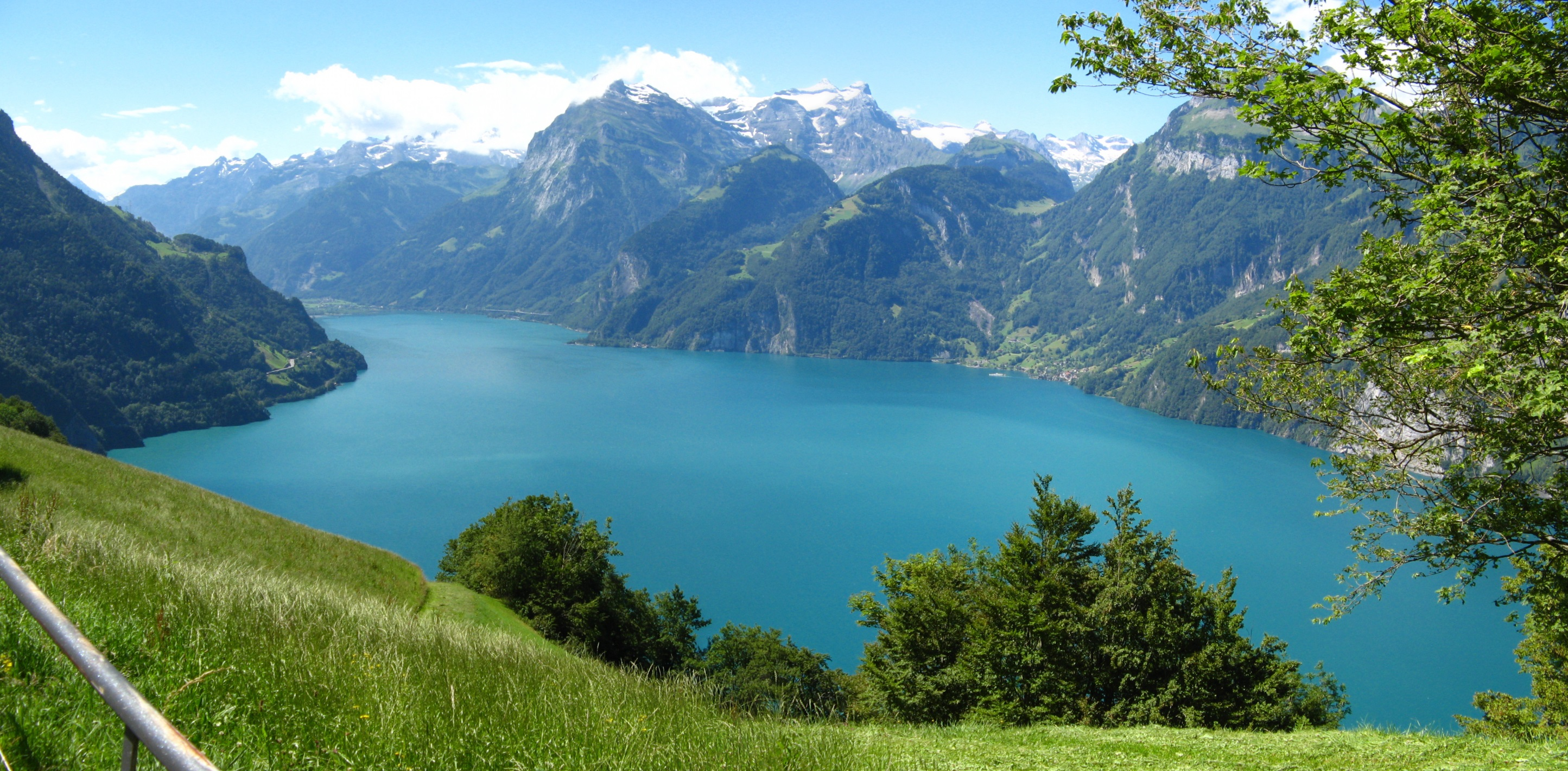
Le lac des Quatre-Cantons.

- Bannalpsee dans l'Engelbergertal (commune de Wolfenschiessen)
- Lutersee dans l'Engelbergertal (commune de Wolfenschiessen)
- Lac des Quatre-Cantons
- Trüebsee dans l'Engelbergertal (commune de Wolfenschiessen)

### Obwald
- Eugenisee dans l'Engelbergertal sur la commune de d'Engelberg
- Lac de Lungern
- Melchsee
- Lac des Quatre-Cantons (Alpnachersee)
- Lac de Sarnen
- Tannensee dans le Melchtal sur la commune de Kerns
- Wichelsee sur la commune de Alpnach

### Saint-Gall

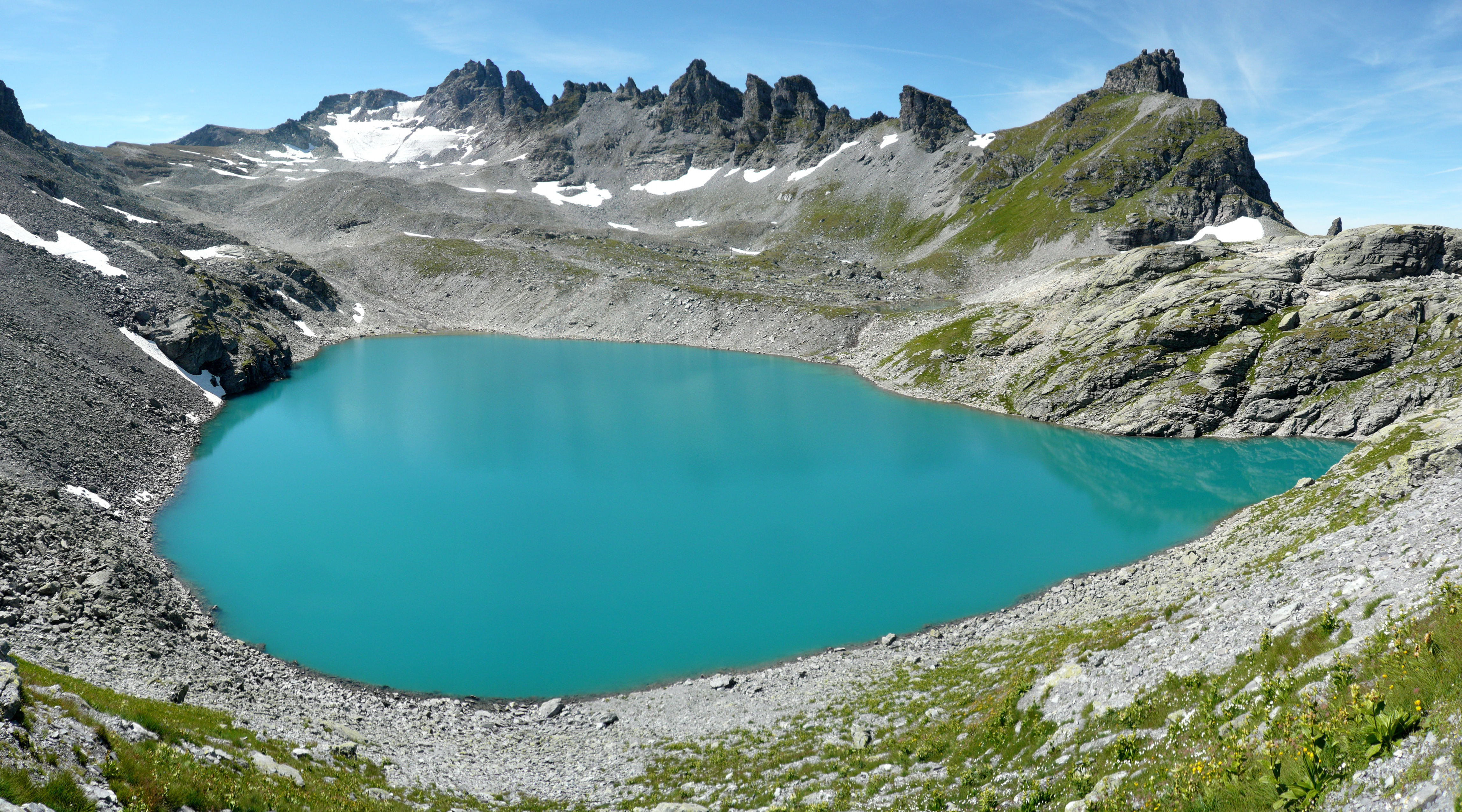
Le Wildsee dominé par le Pizol sur la commune de Mels.

- Baschalvasee (commune de Vilters-Wangs)
- Chammseeli (commune de Mels)
- Chammseeli (commune de Quarten)
- Chapfensee (commune de Mels)
- Gigerwaldsee (commune de Pfäfers)
- Gräppelensee (commune de Wildhaus-Alt Sankt Johann)
- Grosssee (commune de Quarten)
- Heusee
- Madseeli
- Mapraggsee
- Munggenseeli
- Ober Murgsee
- Unter Murgsee
- Plattenseeli
- Voralpsee
- Schottensee
- Schwarzsee
- Schwendiseen
- Vilterser Seeli
- Lac de Walenstadt
- Wangser See
- Wildsee (commune de Mels)
- Lac de Zurich

### Schwytz
- Glattalpsee
- Lac de Lauerz
- Lac des Quatre-Cantons
- Lac de Sihl
- Sihlseeli
- Silberenseeli
- Wägitalersee
- Lac de Zoug
- Lac de Zurich

### Tessin

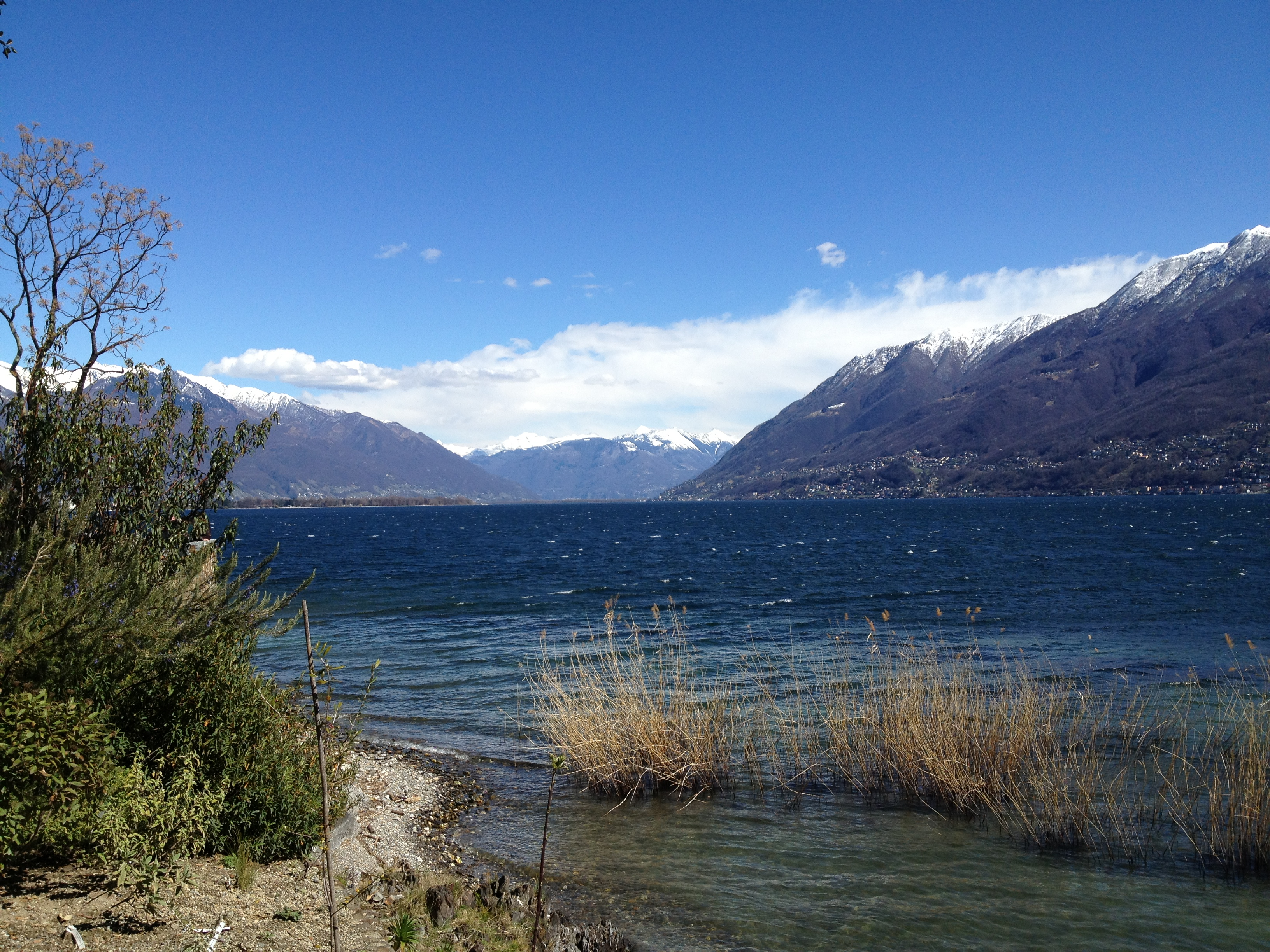
Le lac majeur.

- Lac de Lugano
- Lac de Luzzone
- Lac Majeur
- Lac de Muzzano

### Uri
- Göscheneralpsee
- Lac des Quatre-Cantons

### Valais
- Bettmersee
- Lac de Champex, Orsières
- Lac de Chésery
- Lac de Conche
- Lac de Derborence
- Lac des Dix
- Lac du Grand-Emosson
- Lac du Vieux-Emosson
- Lacs de Fenêtres, Orsières
- Ferdensee
- Lac Léman
- Lac de Lovenex
- Lac de Louvie, Val de Bagnes
- Lac Noir (Valais)
- Mattmarksee
- Lac de Mauvoisin
- Lac de Moiry
- Lac de Morgins
- Lac d'Orny, Orsières
- Lac du Petit Mont Fort, Val de Bagnes
- Lac souterrain de Saint-Léonard
- Lac de Salanfe
- Lac de Taney
- Totensee
- Lac des Toules
- Lac du Tseuzier
- Lac Vert (Chablais)

### Vaud
- Lac d'Aï, au sud de la Tour d'Aï
- Lac de Bretaye
- Lac des Chavonnes
- Lac de l'Hongrin
- Lac Léman
- Lac Lioson

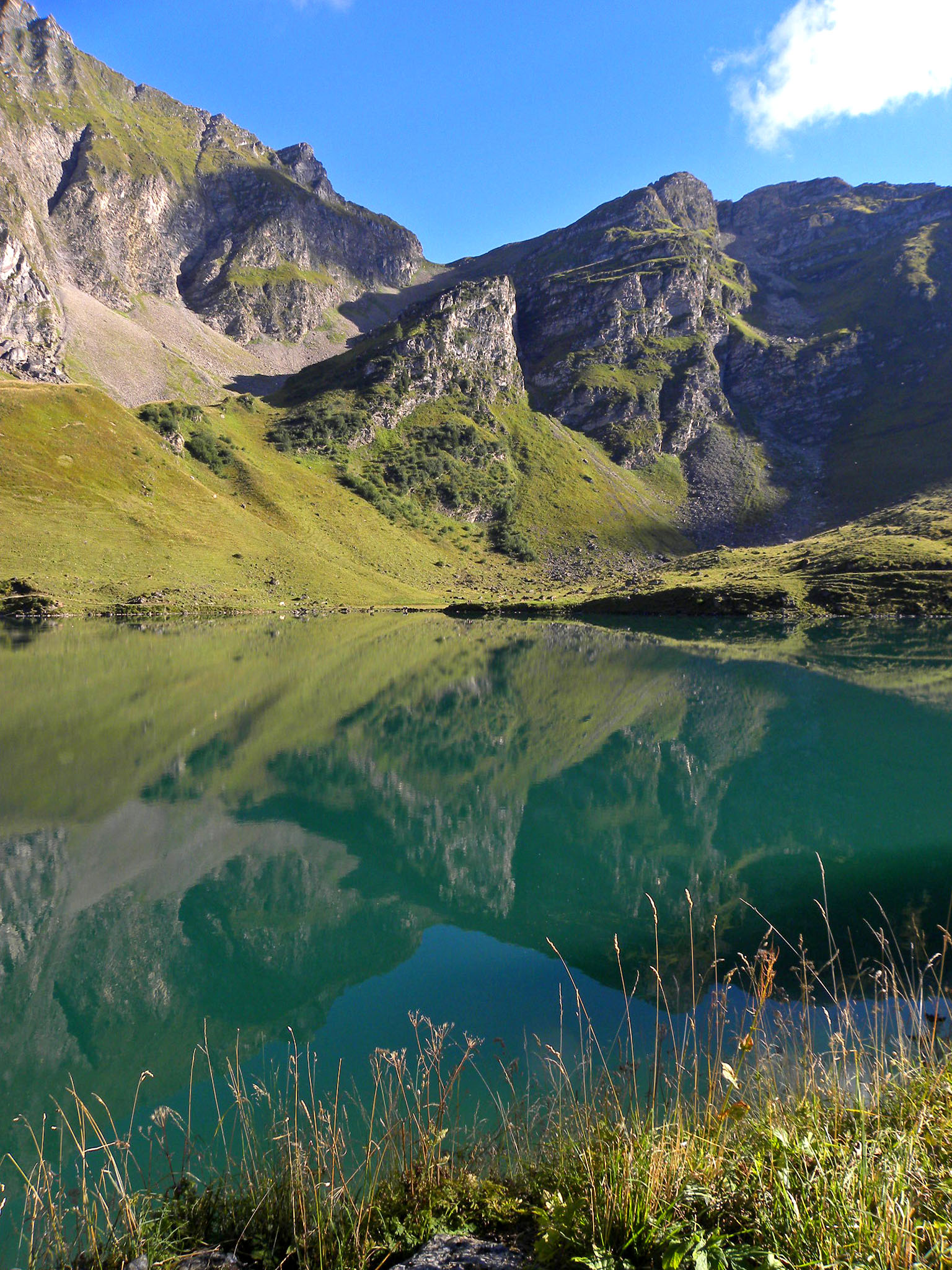
Le lac Lioson.

- Lac de Mayen, au sud de la Tour de Mayen
- Lac de Nervaux, au nord-ouest de la Tour d'Aï
- Lac Noir, à l'est du lac de Bretaye
- Lac Pourri, au nord de la Tour d'Aï
- Lac Retaud, au nord du col du Pillon
- Lac Rond, au nord de la Tour d'Aï
- Lac Segray, à l'est de la Tour de Mayen
- Lac du Vernex

### Zoug
- Lac d'Ägeri
- Lac de Zoug